# Nijmegen
Nijmegen (uitspraakⓘ) (in het Nijmeegs: Nimwèège, Duits: Nimwegen, Latijn: Noviomagus, Frans: Nimègue, Spaans en Italiaans: Nimega) is een stad en gemeente in de Nederlandse provincie Gelderland, dicht bij de grens met Duitsland. De gemeente telt 187.049 inwoners (22 november 2024) en is qua inwonertal de grootste gemeente van Gelderland en daarnaast de negende stad van Nederland.
De stad ligt grotendeels op de zuidelijke oever van de Waal, aan de voet van een stuwwal. Een deel van de bebouwing van de stad ligt op een spoelzandwaaier die ook uit diezelfde gletsjers uit de Saalienijstijd is ontstaan. Na de Tweede Wereldoorlog breidde de stad zich naar het zuiden en westen uit. Eind jaren negentig volgde de uitbreiding naar het noorden, de rivier over: de zogenoemde Waalsprong. In het gebied rond en tussen de reeds bestaande dorpen Lent, Ressen en Oosterhout is vanaf eind jaren negentig veel nieuwbouw verrezen.
Nijmegen heeft een lange geschiedenis die meer dan 2000 jaar teruggaat. Omstreeks het begin van de jaartelling moet er op de plek van het huidige centrum al een Bataafse nederzetting zijn geweest. Ulpia Noviomagus Batavorum, dat als de rechtstreekse voorloper van het huidige Nijmegen geldt, kreeg omstreeks het jaar 100 Romeinse stadsrechten. In 1230 werd de stad die inmiddels Noviomagus of Neumaia (later "Nieumeghen") heette vrije rijksstad. In 1402 werd het ook een hanzestad. Nadat Nijmegen tussen 1655 en 1679 al eens een Kwartierlijke Academie huisvestte, is de stad sinds de komst van de Katholieke Universiteit in 1923 (sinds 2004 de Radboud Universiteit) een universiteitsstad.  Nijmegen is op grond hiervan een van de vier steden die op grond van hun opgetekende geschiedenis aanspraak maken op de titel "oudste stad van Nederland". De stad vierde in 2005 officieel haar 2000-jarig bestaan.
De gemeente is aangesloten bij het samenwerkingsverband Euregio Rijn-Waal. Van oudsher maakt Nijmegen met enkele andere gemeentes in de omgeving, zoals Wijchen, Beuningen en Berg en Dal, deel uit van het Rijk van Nijmegen.

## Historische benamingen
De door de Romeinen deels gelatiniseerde naam Noviomagus is van oorsprong Keltisch; het tweede deel (magus) betekent "veld" of "markt". Als toponiem gaven de Romeinen deze naam aan een aantal verschillende steden verspreid over hun rijk. 
De Romeinse geschiedschrijver Tacitus benoemt in diens Historiae (geschreven omstreeks het jaar 100) een nederzetting als Oppidum Batavorum ("stad van de Bataven"). Deze plaats werd  in 69 n. Chr. verwoest door Julius Civilis. De aanvaarde consensus onder historici is dat deze nederzetting op de plek van een deel van het huidige centrum van Nijmegen lag. 
De plaats die kan gelden als eerste opvolger van Oppidum Batavorum, moet omstreeks het begin van de 2e eeuw van keizer Trajanus Romeinse stadsrechten toegekend hebben gekregen. Als Romeinse stad lijkt ze gedurende de eerste tijd daarna de naam Ulpia Noviomagus Batavorum te hebben gedragen. Diverse historici uit de 17e, 18e en 19e eeuw (onder wie W. A. van Spaen en Johannes Smetius) zijn ervan overtuigd dat het hier om "Romeins Nijmegen" gaat.
In de 6e eeuw lijkt de naam van de stad zich te hebben ontwikkeld tot Niomago/Nionag; dit maakt men op uit teruggevonden muntstukken die uit deze periode moeten dateren. Uit een overgeleverde oorkonde die in 777 is opgesteld door Karel de Grote (destijds koning van het Frankische rijk) is geconcludeerd dat Karolingisch Nijmegen toen N[i]umaga heette.  In 1125 wordt de plaats vermeld als Neumaia. Mettertijd veranderde de naam in Nieumeghen ('Nieuw-megen') of Nymegen, en duikt daarnaast ook op als Nijmagen of Nieuwmagen.

## Geschiedenis

### Oudheid
In het gebied dat nu overeenkomt met Nijmegen-Oost zijn sporen van bewoning teruggevonden uit het neolithicum, de midden en late bronstijd en (ten noorden van de Waal) de midden en late ijzertijd. Het gaat dan vooral om teruggevonden grafheuvels en urnenvelden.
In de Romeinse tijd hoorde het gebied van het huidige Nijmegen bij de Limes, de grens tussen het Romeinse Rijk en de aangrenzende gebieden in het noorden en oosten waar Germaanse stammen woonden. Langs de Waal, op de plek waar nu de wijk Waterkwartier is, stichtten de Romeinen naar algemeen wordt aangenomen omstreeks 10 v.Chr. Oppidum Batavorum. Dit was een nederzetting waar vooral rijkere handelaren en ambachtslieden zich vestigden.  De plaats lag vlak naast het Romeinse castrum. Dit bood een voordeel, omdat aldus de markt door de legionairs beschermd kon worden. Bovendien hadden de legionairs ook vele goederen nodig, waar ze bovendien een goede prijs voor konden betalen, omdat ze een redelijk salaris ontvingen. Van 71 tot 104 was het 10e legioen van de Romeinen (Legio X Gemina) hier gelegerd.  Er werd ook een groot fort (castrum) gebouwd op een heuvel aan de Waal, waar nog altijd iets van over is. 
Het door keizer Trajanus toekennen van stadsrechten aan Ulpia Noviomagus Batavorum moet zijn gebeurd tussen 98 n.Chr. (het jaar dat Trajanus aantrad als keizer) en 104 n.Chr. (het jaar dat het hiervoor genoemde legioen uit het gebied wegtrok).
Romeins Noviomagus bloeide gedurende het grootste deel van de 1e eeuw, daarna ging het bergafwaarts. De stad werd omstreeks 270 geheel verlaten. De Romeinen en overige bewoners vestigden zich hierna vermoedelijk opnieuw op of nabij het Valkhof. Aan het begin van de 5e eeuw waren de Romeinen ten slotte definitief uit het gebied aan en rond de Waal weggetrokken.
Tot op heden herinneren allerlei namen binnen Nijmegen aan de Romeinse tijd. Zo heet het grote verkeersplein ten zuiden van de Waalbrug sinds 1956 het Keizer Traianusplein. Tussen dat plein en de Waal staan nog steeds enkele ruïnes. Op de heuvel bij de Waal staat ook nog steeds een verdedigingstoren Belvedère, maar deze dateert van veel later dan het Romeinse castrum.

### Frankische tijd en vroege middeleeuwen

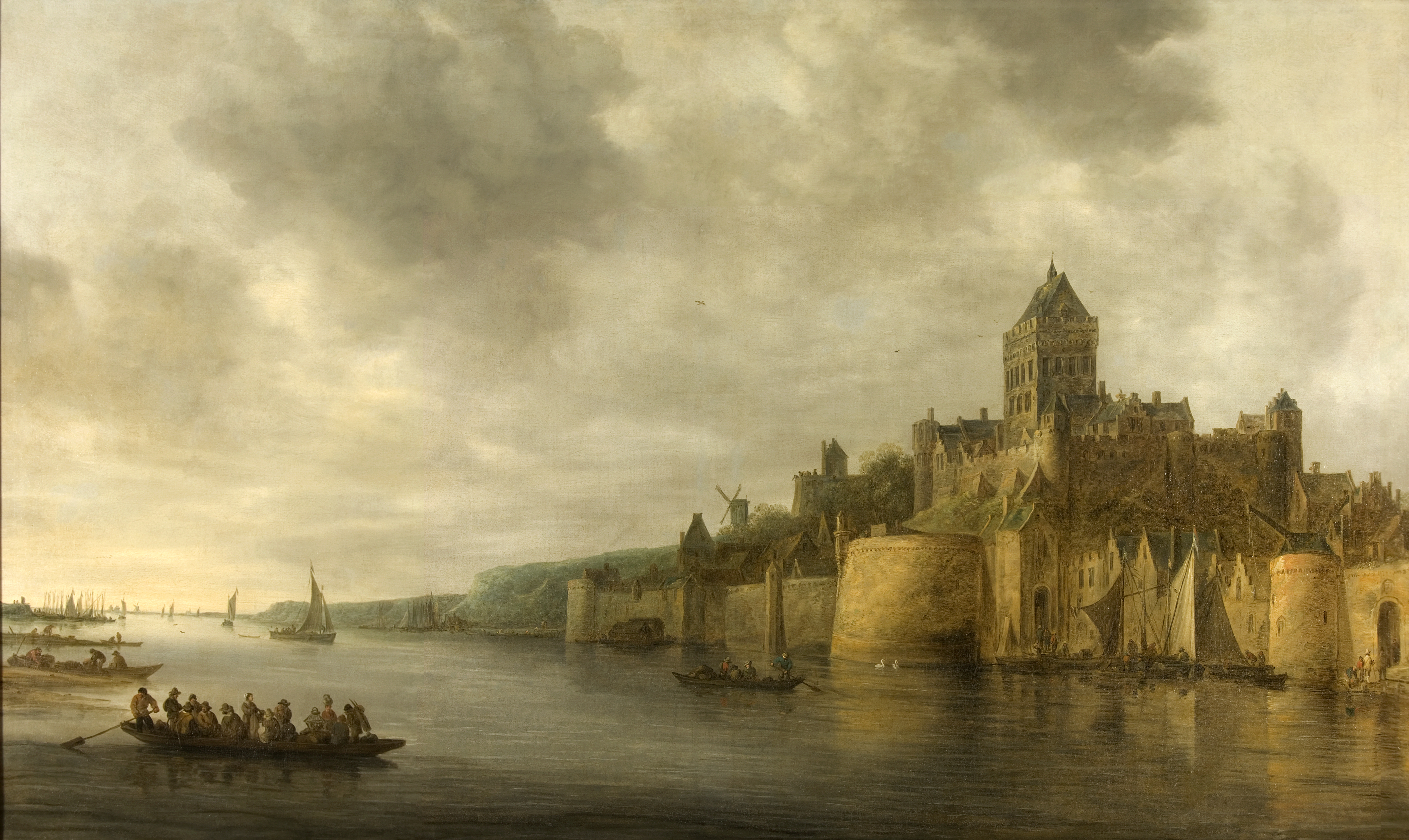
Gezicht op de Waal en de burcht; Jan van Goyen, 1641.

Algemeen wordt aangenomen dat het fort, de nederzetting en de omgeving na het definitieve vertrek van de Romeinen in Frankische handen zijn gekomen. Er zijn aan het Valkhof Merovingische muntstukken die zijn gedateerd rond het jaar 600 teruggevonden.
Karel de Grote liet, volgens de overlevering, omstreeks 770 op het Valkhof een van zijn paltsen bouwen. Dergelijke verblijven lagen verspreid over zijn hele rijk. Het waren belangrijke adellijke residenties die  tevens gebruikt werden als bestuurscentra.  Hier zou hij zelf meerdere malen zijn geweest. Ook zijn zoon, Lodewijk de Vrome, zou geregeld hier hebben verbleven. Hierom wordt Nijmegen vaak aangeduid als "de Keizerstad", en zijn er in de stad vernoemingen als het Keizer Karelplein. De Noormannen namen de palts rond 880 voor het eerst in. De palts werd in 1047 uiteindelijk definitief verwoest, tijdens een opstand tegen keizer Hendrik III onder Godfried II van Opper-Lotharingen.
De naam van Nijmegen duikt in 1125 (tijdens een bezoek aan de stad van de Rooms-Duitse keizer Hendrik V) op als Neumaia.
In 1155 liet de nieuw aangetreden Rooms-Duitse keizer Frederik Barbarossa de Valkhofburcht voltooien. Deze burcht zou in de daaropvolgende zes eeuwen een zeer belangrijke rol spelen bij de verdediging van de stad en als bestuurlijke residentie. Onderaan de heuvel aan de Waal moet zich in deze tijd een nog niet al te grote handelsnederzetting hebben bevonden.

### Hoge middeleeuwen

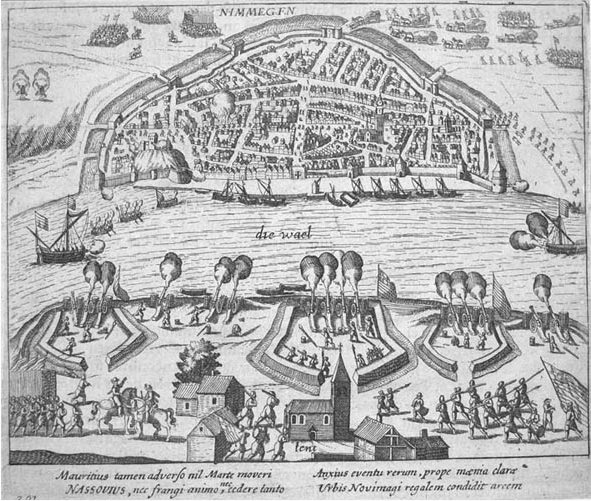
Kaart uit 1591 van het Beleg van Nijmegen.

Vanaf de hoge middeleeuwen ontwikkelde Nijmegen zich snel en begon zich uit te breiden. In 1230 verwierf de stad formeel haar stadsrechten en het was vanaf dat moment een Rijksstad. Nijmegen werd tevens de hoofdstad van het Kwartier van Nijmegen. 
De Stevenskerk, tot op heden de belangrijkste kerk van de stad, werd omstreeks 1272 in gebruik genomen. Deze kerk zou de 7e-eeuwse Gertrudiskerk aan het Valkhof hebben vervangen.
In 1247 kwamen Nijmegen en omstreken in handen van de graven van Gelre. Aanvankelijk werd de stad door Rooms-koning Willem van Holland in onderpand gegeven aan de Gelderse graaf Otto II. Willem II kon door financiële problemen zijn schulden echter niet aflossen, waardoor de stad voortaan Gelders bleef. De banden met het Duitse Rijk zouden uiteindelijk pas definitief verdwijnen met de Vrede van Münster (1648).
In 1402 werd Nijmegen een Hanzestad binnen het Hanzekwartier Keulen. In deze tijd kwam er ook een nieuwe stenen omwalling om de stad, en werd de stadsgracht aangelegd.

### 16e-19e eeuw
In 1543 kwam Nijmegen, samen met de rest van Gelre, middels het Traktaat van Venlo onder Habsburgs bestuur.
Protestanten en rooms-katholieken hadden in 1566 gelijke rechten. Vanaf 1579 werden echter de bordjes verwisseld; nu waren het juist de katholieken die door de protestanten onderdrukt werden. De voordien katholieke Stevenskerk werd in 1591 door de protestanten overgenomen.

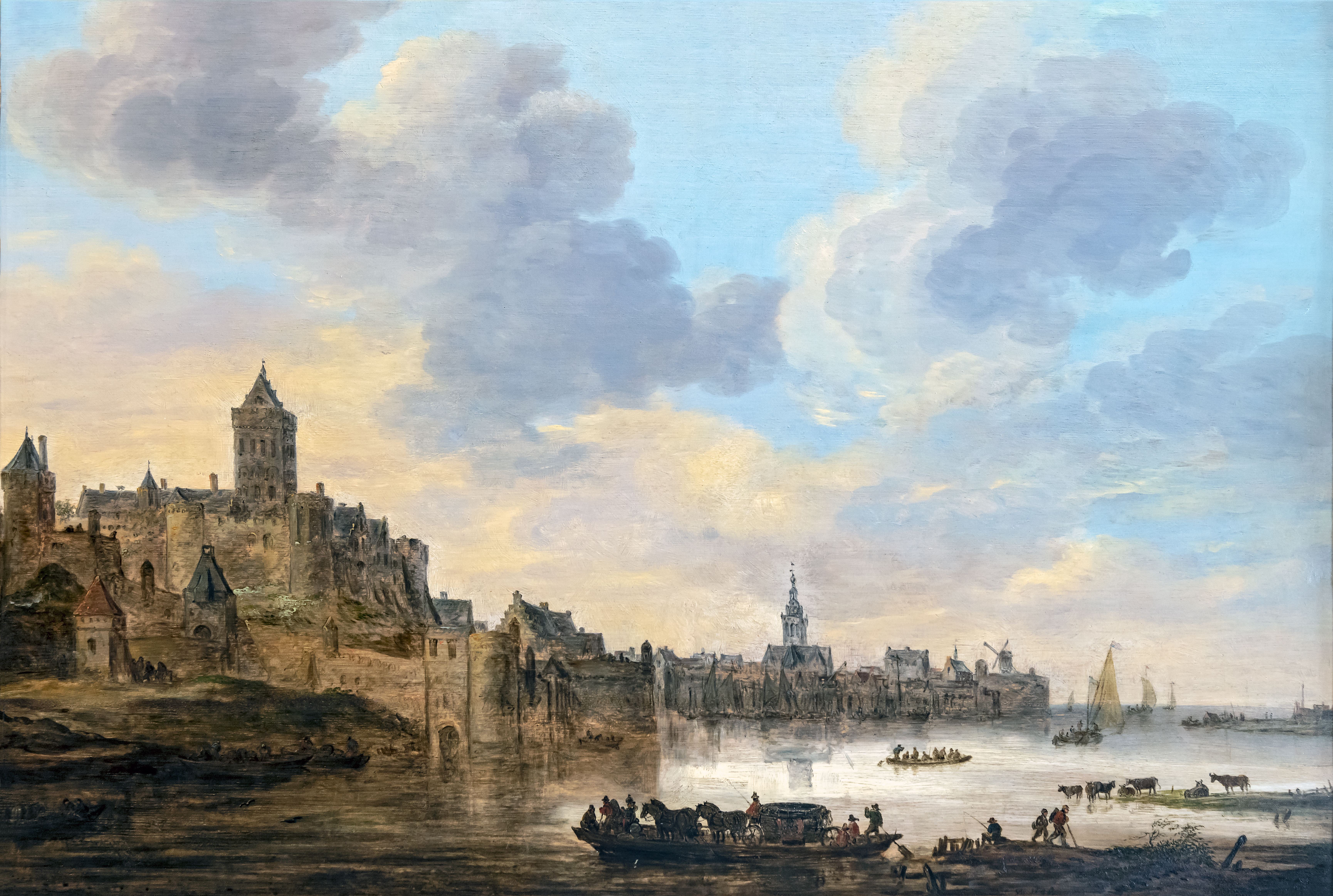
Gezicht op de haven van Nijmegen; Jan van Goyen, 1638-1653.

Tijdens de Tachtigjarige Oorlog werd Nijmegen een aantal malen belegerd. Bij het tweede stadsbeleg van 1591 werd de stad door Prins Maurits heroverd. Tijdens deze belegering vond ook het beleg van Knodsenburg plaats, waaraan Nijmegen zijn latere bijnaam dankt.
De stad werd van 1672 tot 1674 bezet door de Fransen. De rust werd in 1678 uiteindelijk weer hersteld door de vrede van Nijmegen, waarmee tevens de vrede tussen de Republiek der Nederlanden en Frankrijk werd besloten. Begin 18e eeuw kwam het stadsbestuur in handen van de staatsgezinde Nieuwe Plooi (zie ook de Gelderse Plooierijen). 
In 1794, tijdens de Franse veldtocht in de Nederlanden (onderdeel van de Eerste Coalitieoorlog), vond er een nieuw beleg plaats. Dit werd gewonnen door de Fransen, die de stad daarop innamen. De inmiddels beschadigde Valkhofburcht is twee jaar later grotendeels afgebroken, onder meer vanwege financiële motieven; het nog bruikbare tufsteen kon elders verkocht worden.
Nijmegen ging zwaar gebukt onder de strenge winter van 1844-1845. De Waal vroor dicht, waardoor er maandenlang geen overtocht mogelijk was.
Nijmegen had vanaf de 14e eeuw al een haven, de Oude Haven, die in 1601-1604 werd verlegd en uitgebreid. Omstreeks 1852 is de huidige Waalhaven aangelegd, waarna de eerdere haven werd gedempt.
Echte economische groei bleef gedurende het eerste driekwart van de 19e eeuw nog ernstig beperkt, doordat de stad tot aan de Vestingwet van 1874 nog altijd de status van vestingstad had. Hierdoor raakte de stad in deze tijd binnen de vestingwallen enorm overbevolkt, terwijl er bovendien veel armoede heerste. In 1852 stuurden de Nijmegenaren een eerste verzoekschrift naar koning Willem III om de oude vestingwallen rond de stad te mogen afbreken. Ruim 20 jaar later, op 18 april 1874, kwam er uiteindelijk officieel toestemming om over te gaan tot deze afbraak. Onder meer de Burchtpoort werd in deze tijd gesloopt. Van de wallen resteren tot op de dag van vandaag onder meer drie waltorens (de Kruittoren, de St. Jacobstoren en De Roomse Voet). In 1882 werd het nieuw aangelegde Kronenburgerpark geopend, en twee jaar later was ook het Hunnerpark klaar.

### 20e eeuw

#### Indisch Nijmegen
Van 1890 tot 1940, was Nijmegen, na Den Haag, de belangrijkste 'Indische' stad. De Europese tak van het Koninklijk Nederlandsch-Indisch Leger (KNIL), de Koloniale Reserve, had sinds 1890 Nijmegen als standplaats. Vanaf 1911 betrokken ze de Prins Hendrikkazerne. De Koloniale Reserve heeft ook aan de basis gestaan van de Nijmeegse Vierdaagse, die sinds 1909 bijna elk jaar is gehouden. 
In het kader van de katholieke emancipatiebeweging kreeg Nijmegen in 1923 een universiteit met rooms-katholieke signatuur, de huidige Radboud Universiteit.
In 1936 kwam de Waalbrug gereed, waarmee de traditionele veerpont overbodig was geworden.
Nijmegen kent tegenwoordig enkele buurten waar de straatnamen verwijzen naar het Indische verleden. De Javabuurt, uit de jaren 20 van de twintigste eeuw, ligt aan de noordkant van de wijk Galgenveld. Deze buurt is beschermd stadsgezicht.

#### Tweede Wereldoorlog

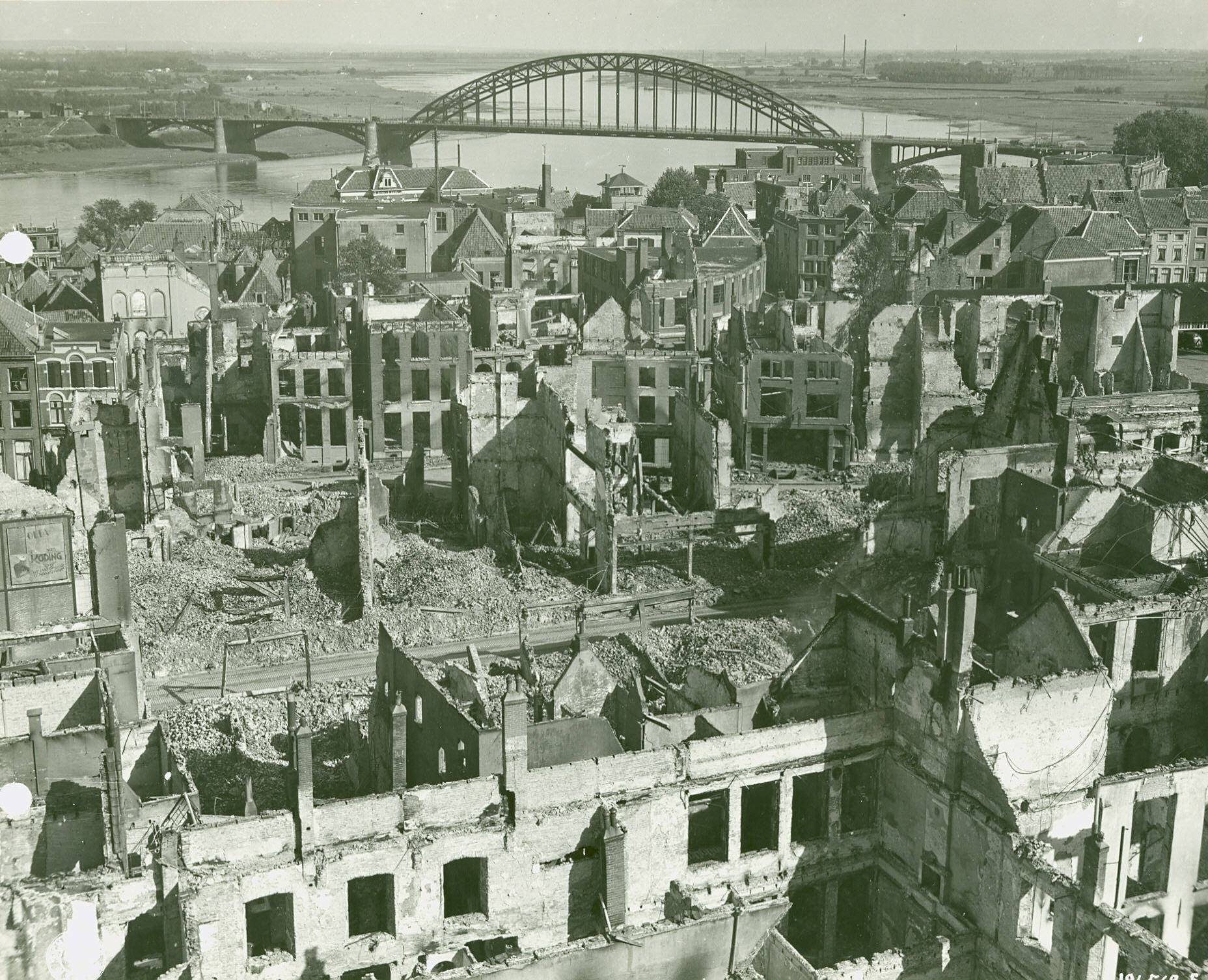
Verwoeste gebouwen in het centrum van Nijmegen na de bevrijding in september 1944.

De laatste keer dat Nijmegen in de vuurlinie van een oorlog lag, was in de Tweede Wereldoorlog. Bij de Duitse inval in mei 1940 was het de eerste Nederlandse stad die in Duitse handen viel. 
Met name de Nijmeegse binnenstad is tijdens de Tweede Wereldoorlog meerdere keren zwaar getroffen. Berucht is vooral het bombardement door de United States Army Air Forces op 22 februari 1944, waarbij met name een groot deel van de bovenstad en het centraal station zwaar werden getroffen. Vermoedelijk is dit het dodelijkste bombardement ooit op Nederlands grondgebied geweest.
Vanaf september 1944 werd er tijdens operatie Market Garden zwaar gevochten in en rondom de stad. Dit had voor de Geallieerden tot doel de Waalbrug onbeschadigd in handen te krijgen en te houden, wat de Britten en Amerikanen uiteindelijk lukte (zie ook De Oversteek). Vanaf 26 september begonnen de Duitse aanvallen op de Nijmeegse Waalbruggen. Op 2 oktober werd de stad weer gebombardeerd, nu door de Luftwaffe.

#### Na 1945
Door verwaarlozing en armoede was de Benedenstad (het deel van het centrum dat in het lage deel, aan de Waal, is gelegen) na de bouw van de Waalbrug in verval geraakt. De Benedenstad was, vergeleken met Bovenstad, in iets mindere mate rechtstreeks getroffen door de oorlogshandelingen. De toestand van dit stadsdeel was echter door de vele reeds gesloopte panden en slechte woonomstandigheden (verkrotte, onbewoonbaar verklaarde panden, huizen zonder sanitair e.d.) zodanig, dat na jarenlange discussies en plannenmakerij in 1972 besloten werd tot grootschalige sloop en herbouw. In 1975 is de Benedenstad uitgeroepen tot beschermd stadsgezicht, maar toen waren de meeste middeleeuwse panden al gesloopt. Slechts (delen van) enkele straten zijn nog oorspronkelijk gebleven en gerestaureerd.
In de jaren zestig en zeventig kreeg Nijmegen het imago van rode stad. Er waren in die jaren veel marxisten te vinden die door de relatief grote populatie aan studenten erg opvielen. Een gewelddadige confrontatie tussen de linkse krakers en het Nijmeegse bestuur vond plaats in februari 1981, de Piersonrellen.
Sinds de Tweede Wereldoorlog heeft de stad zich flink uitgebreid in westelijke en vooral zuidwestelijke richting. De dorpen Hatert, Hees en Neerbosch en het gehucht Brakkenstein werden opgeslokt door stadswijken met dezelfde naam. De belangrijkste uitbreiding was de bouw van 10.000 woningen in Dukenburg (vanaf 1966) en 6000 in Lindenholt (vanaf 1977), ten westen van het Maas-Waalkanaal. Aanvankelijk wilde de gemeente niet aan de westzijde van het Maas-Waalkanaal bouwen, maar in de Ooijpolder. In 1951 waren er al plannen voor de bouw van 17.000 woningen in dit gebied ten oosten van het centrum. Na veel protest tegen de bebouwing van de landschappelijk waardevolle polder werden de plannen voor bebouwing van de Ooijpolder in 1970 definitief geschrapt.
Het Plein 1944 kwam omstreeks 1950 in de plaats van een stuk van de binnenstad dat als gevolg van het bombardement van 22 februari 1944 was verdwenen. Dit plein is na de oorlog lang goeddeels onbebouwd gebleven.
De structuur van de stad werd zo zeer onevenwichtig: het centrum lag in het noordoosten en de stadsuitbreidingen vonden tot 7 kilometer daarvandaan in zuidelijke en westelijke richting plaats. Lang was de Waal een onneembare barrière die de noordgrens van de bebouwing bepaalde. Vanaf het einde van de jaren 90 heeft de stad zich sterk uitgebreid ten noorden van de Waal, op de Vinex-locatie Waalsprong. Hier zullen uiteindelijk zo'n 19.000 woningen verrijzen.
In de periode 2010-2025 wordt een nieuwe wijk, het Waalfront, gebouwd op de locatie van het oude haven- en industriegebied dat grenst aan de Waterkwartier en de Waal. Tussen 2015 en 2018 is er nabij de Waal ook de nieuwe wijk Batavia verrezen. De straten hiervan zijn weer vernoemd naar Indische Nijmegenaren.

## Demografie
| Bevolkingsgroei van Nijmegen | Bevolkingsgroei van Nijmegen |
| Jaar                         | Inwoners                     |
| ---------------------------- | ---------------------------- |
| 1995                         | 147.561                      |
| 1996                         | 147.631                      |
| 1997                         | 147.172                      |
| 1998                         | 150.542                      |
| 1999                         | 151.924                      |
| 2000                         | 152.286                      |
| 2001                         | 153.636                      |
| 2002                         | 154.581                      |
| 2003                         | 156.308                      |
| 2004                         | 157.473                      |
| 2005                         | 158.215                      |
| 2006                         | 159.556                      |
| 2007                         | 160.962                      |
| 2008                         | 161.358                      |
| 2009                         | 161.884                      |
| 2010                         | 163.112                      |
| 2011                         | 164.540                      |
| 2012                         | 165.253                      |
| 2013                         | 166.382                      |
| 2014                         | 168.344                      |
| 2015                         | 170.943                      |
| 2016                         | 172.073                      |
| 2017                         | 173.540                      |
| 2018                         | 175.904                      |
| 2019                         | 176.703                      |
| 2020                         | 177.687                      |
| 2021                         | 177.407                      |
| 2022                         | 178.989                      |
| 2023                         | 182.417                      |
| 2024                         | 187.090                      |
| 2025                         | 189.074                      |

### Inwonertal
Aan het begin van de 19e eeuw telde Nijmegen slechts een goede 10.000 inwoners. In 1875 was dit aantal meer dan verdubbeld tot ongeveer 24.000 en tegen de eeuwwisseling was het inwonertal opgelopen tot 44.000. In het laatste kwart van de 19e eeuw is de bevolking dus bijna verdubbeld.
De grote groei deed zich echter voor in de 20e eeuw. Vlak na de Eerste Wereldoorlog liep Nijmegen naar 70.000 inwoners, een paar jaar na de Tweede Wereldoorlog overschreed het reeds de 110.000 inwoners. De 150.000e inwoner werd in 1971 ingeschreven, maar door daling van de gezinsgrootte en gelijkblijvende woningvoorraad trad toen een stagnatie en zelfs bevolkingsdaling op (op 1 januari 1995 telde Nijmegen 147.561 inwoners en 65.020 woningen), die pas in opwaartse zin werd doorbroken bij de overgang naar de 21e eeuw, door grootschalige nieuwbouw ten noorden van de stad en de vele studenten van de Radboud Universiteit.
Nijmegen groeide sindsdien langzaam maar gestaag verder. 
Aantal inwoners per stadsdeel:
| Stadsdeel           | 1995   | 2000   | 2005   | 2007   | 2016   |
| ------------------- | ------ | ------ | ------ | ------ | ------ |
| Nijmegen-Centrum    | 8.506  | 8.709  | 9.274  | 9.307  | 11.557 |
| Nijmegen-Oost       | 30.917 | 30.974 | 32.388 | 32.619 | 34.977 |
| Nijmegen-Oud-West   | 13.076 | 12.971 | 12.766 | 13.316 | 13.980 |
| Nijmegen-Nieuw-West | 15.792 | 16.093 | 16.401 | 16.200 | 16.775 |
| Nijmegen-Midden     | 17.220 | 17.859 | 18.150 | 18.113 | 18.925 |
| Nijmegen-Zuid       | 20.749 | 21.934 | 22.795 | 22.528 | 23.406 |
| Dukenburg           | 25.071 | 23.755 | 23.499 | 23.188 | 22.113 |
| Lindenholt          | 16.230 | 16.242 | 16.121 | 15.703 | 14.949 |
| Nijmegen-Noord      | -      | 3.715  | 6.790  | 9.986  | 15.408 |
| Stadsdeel onbekend  | -      | 34     | 31     | 2      | 6      |

## Cultuur

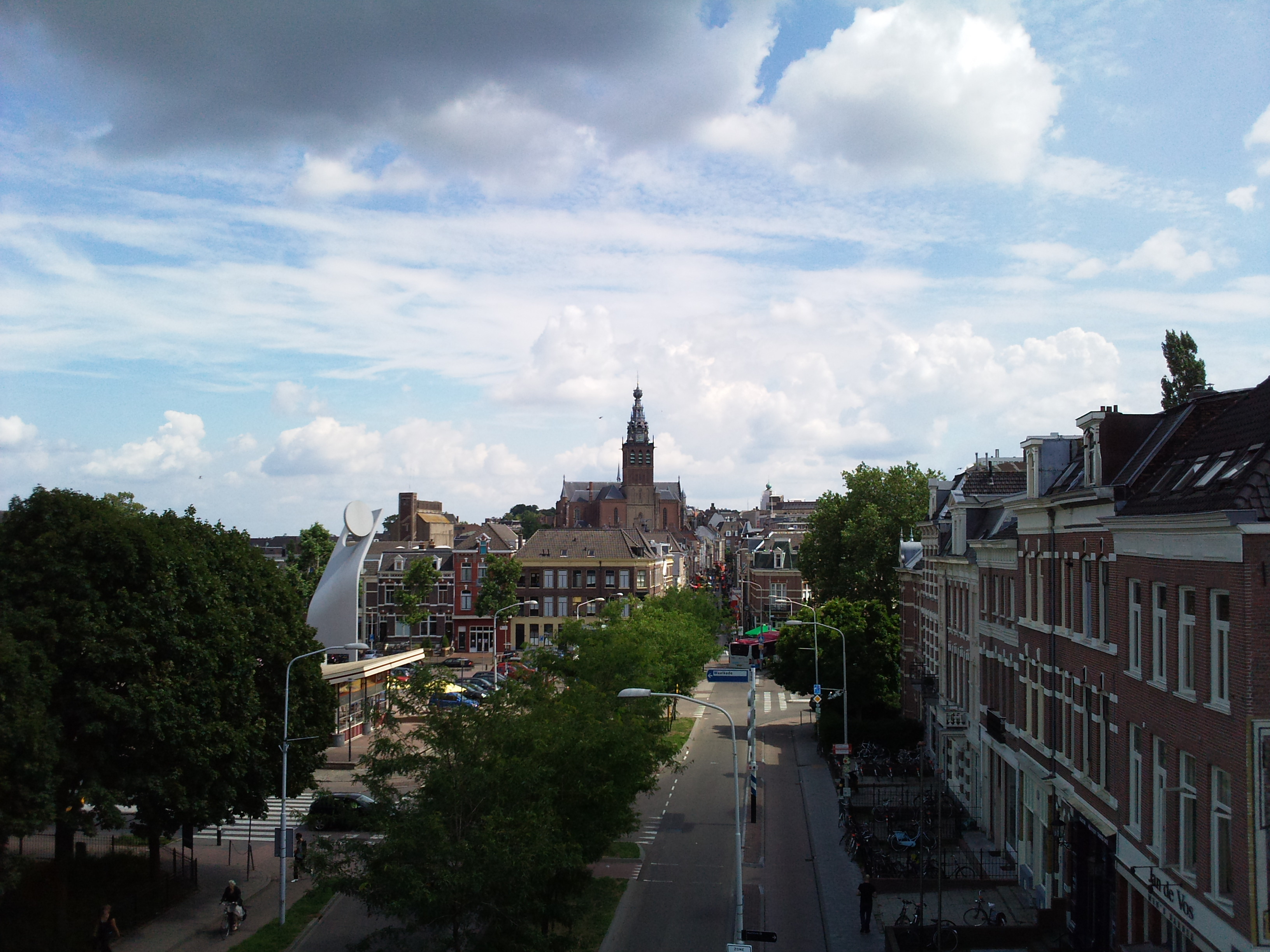
Grote of Sint-Stevenskerk met de Lange Hezelstraat en het Joris Ivensplein.

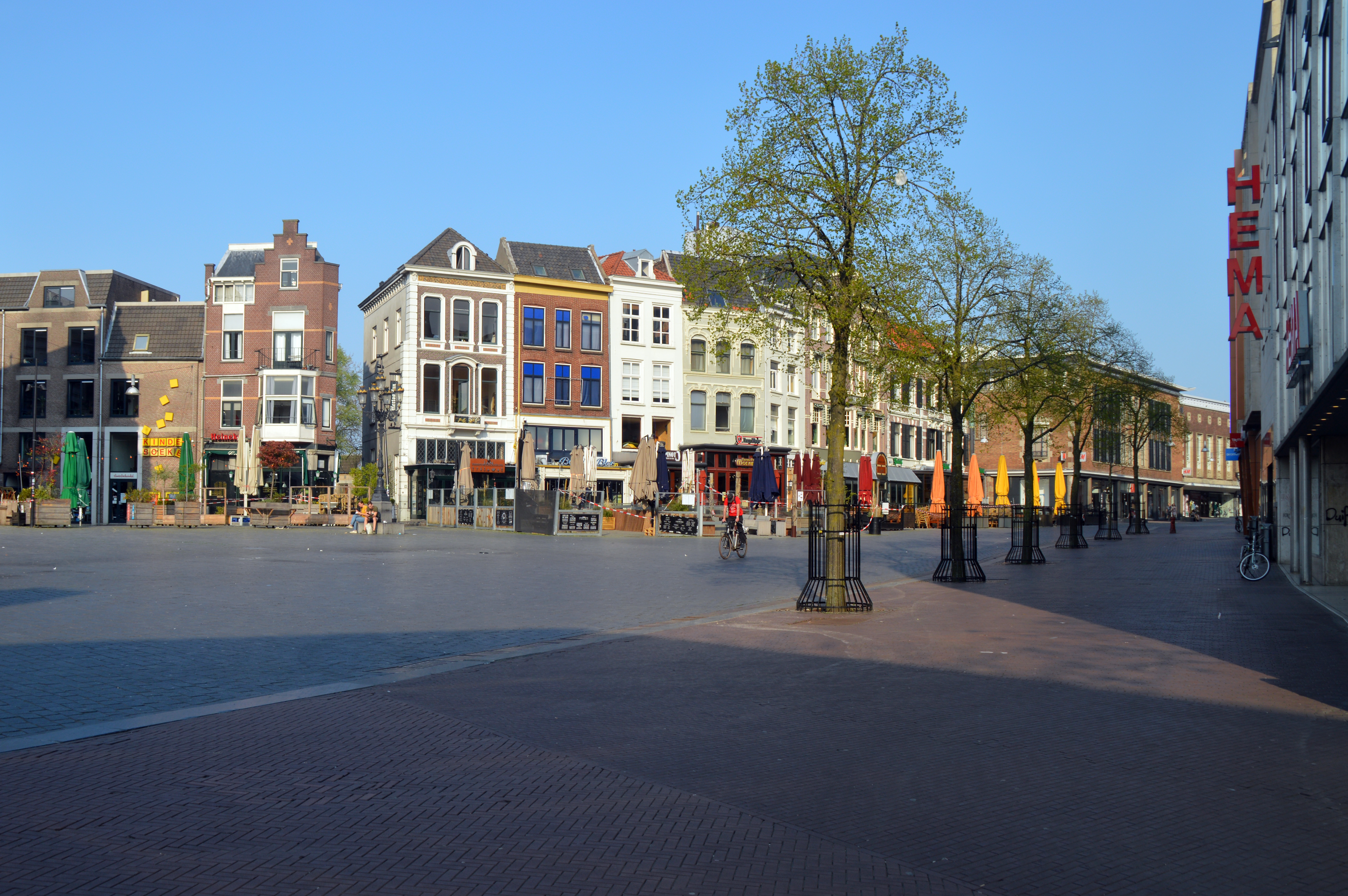
Grote Markt.

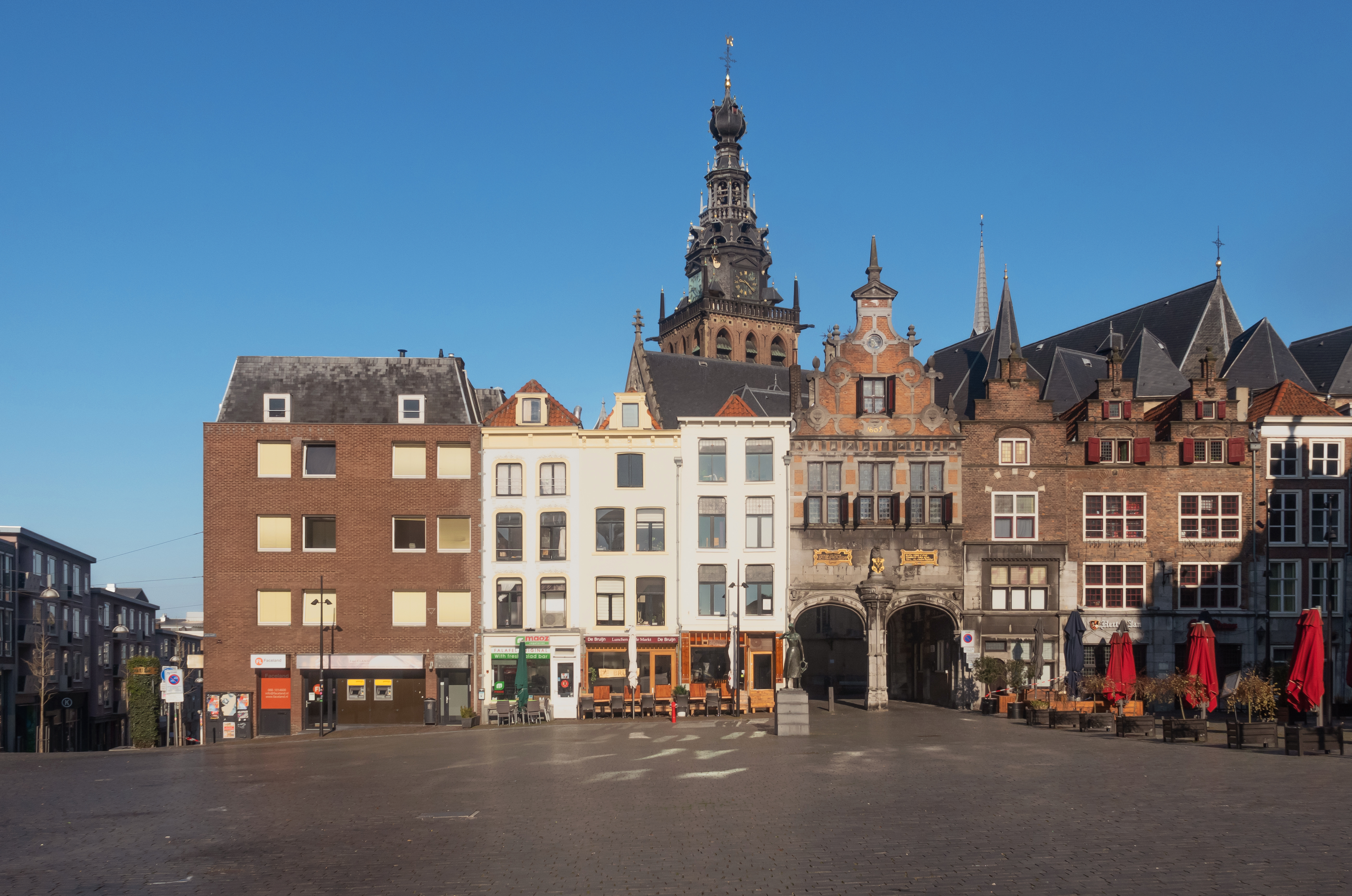
Nijmegen, monumentale panden voor Sint Stevenskerk.

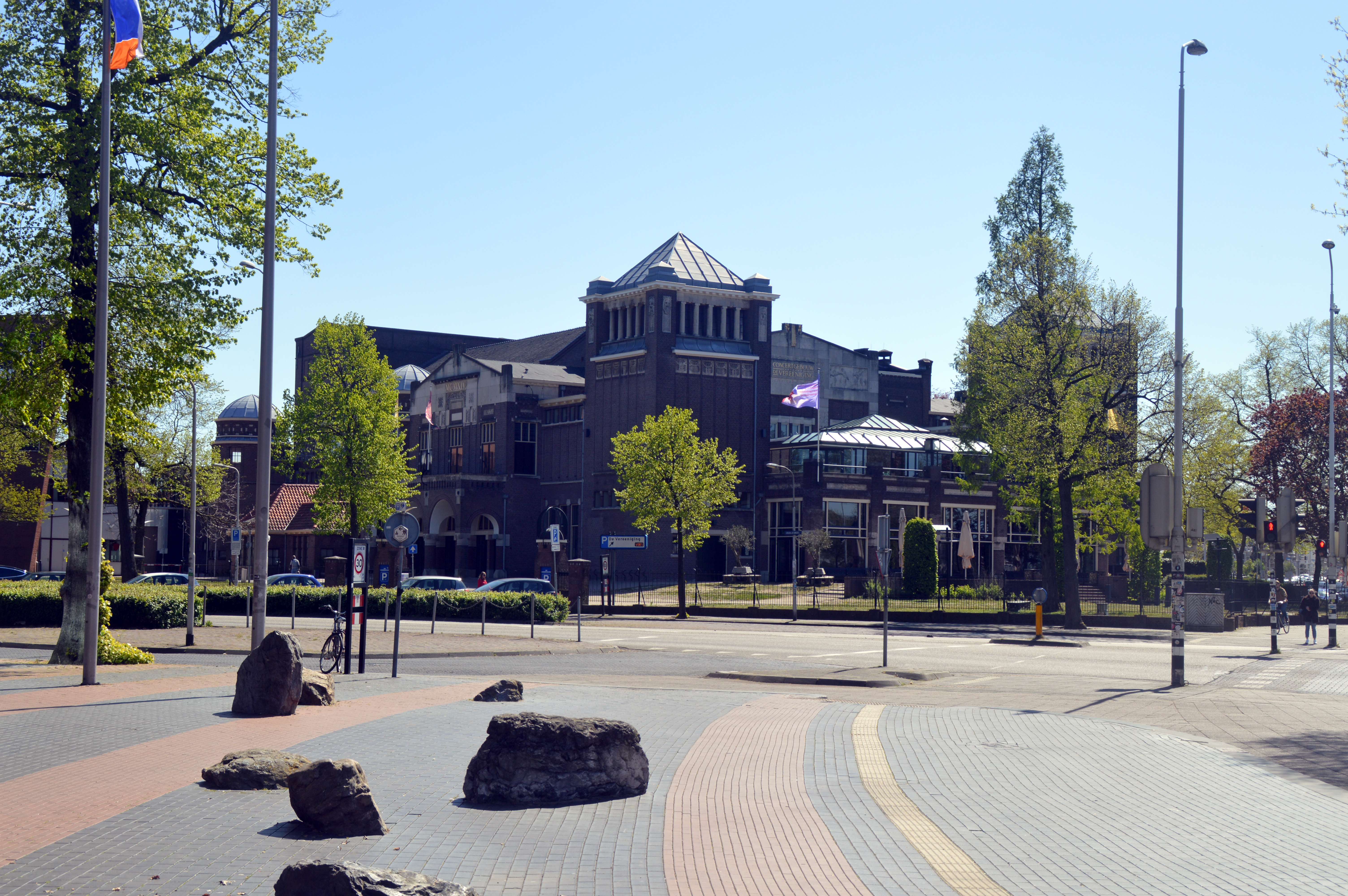
Concertgebouw de Vereeniging.

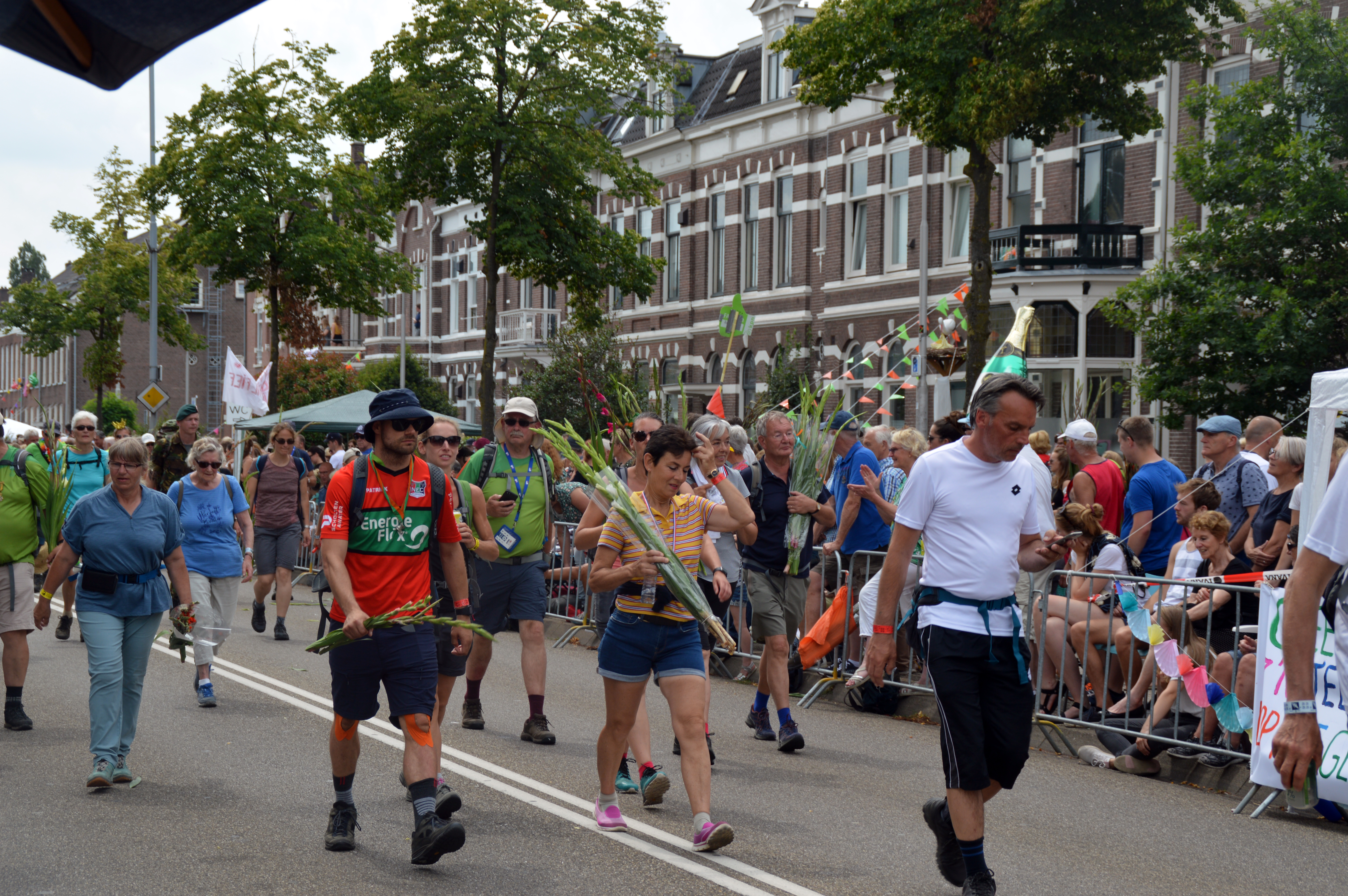
Aankomst van de deelnemers van de Vierdaagse Nijmegen 2019 op de Via Gladiola.

### Bekende culturele instellingen
- Doornroosje, poppodium
- De Letterentafel, een samenwerkingsverband van boekhandels, culturele instellingen, schrijvers en uitgevers
- De Lindenberg, centrum voor de kunsten
- LUX, een podium voor film, theater, en debat
- De Bibliotheek Gelderland Zuid, hoofdgebouw gevestigd in het 'cultureel kwartier' aan de Mariënburg; jaarlijks wordt hier de Nijmeegse Literatuurprijs uitgereikt
- De Commanderie van Sint Jan met verschillende ambachten en de stadsbrouwerij
- Het Regionaal Archief Nijmegen
- Stadsschouwburg en De Vereeniging
- Het Steigertheater
- De Stichting Literaire Activiteiten Nijmegen
- Uitgeverij De Stiel, non-profituitgeverij
- Het Vlaams Cultureel Kwartier
- Het Vrijdagtheater
- De Wintertuin
- Onbederf'lijk Vers, jaarlijks terugkerend poëziefestival
- Extrapool
- Cultuurspinnerij De Vasim

### Bezienswaardigheden en monumenten
- Botanische Tuin Hortus Arcadië
- Grote of Sint-Stevenskerk
- Stadhuis

- de Waag op de Grote Markt
- Grote Markt

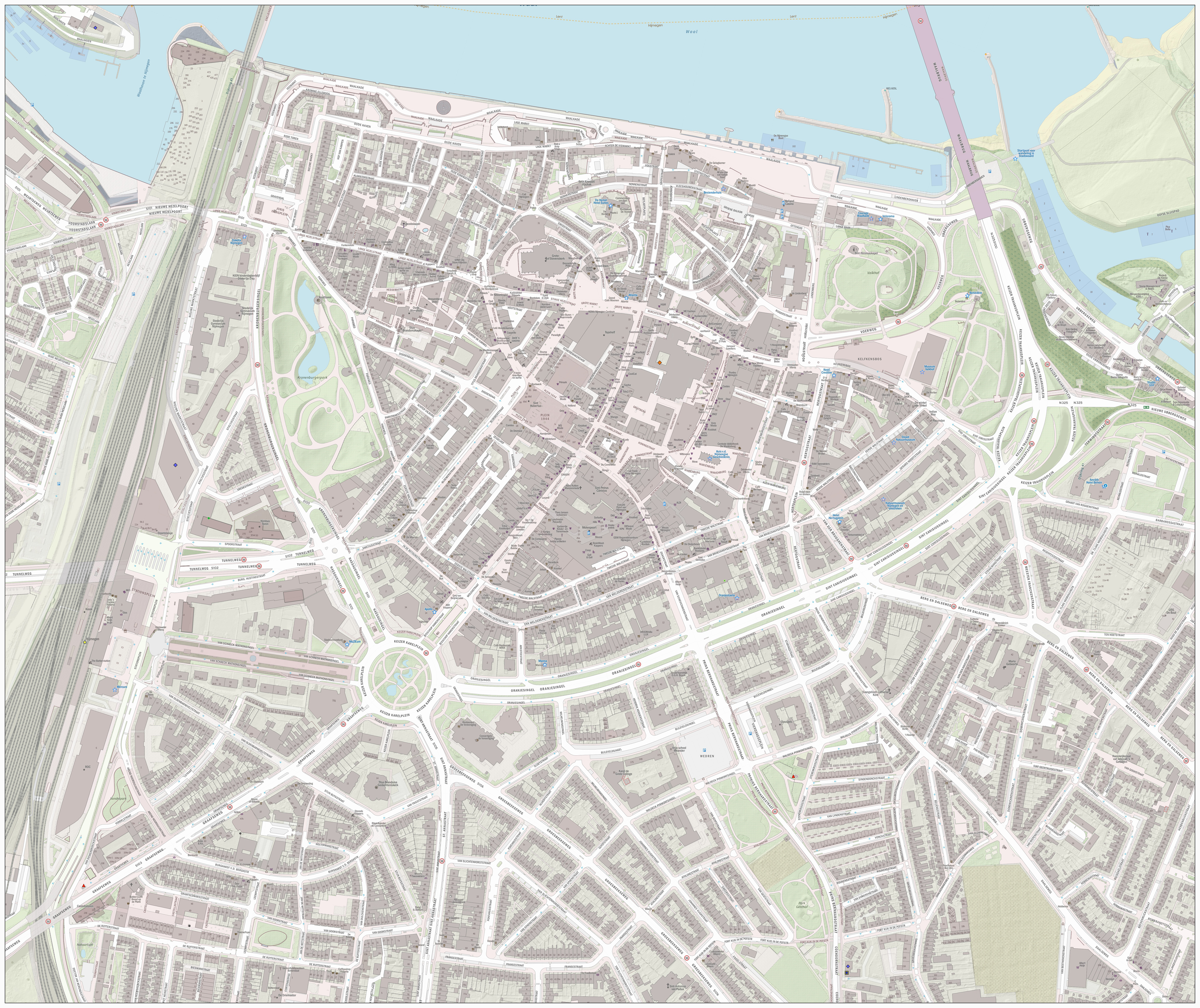
Kaart van het oude centrum van Nijmegen (2017), met bezienswaardigheden.

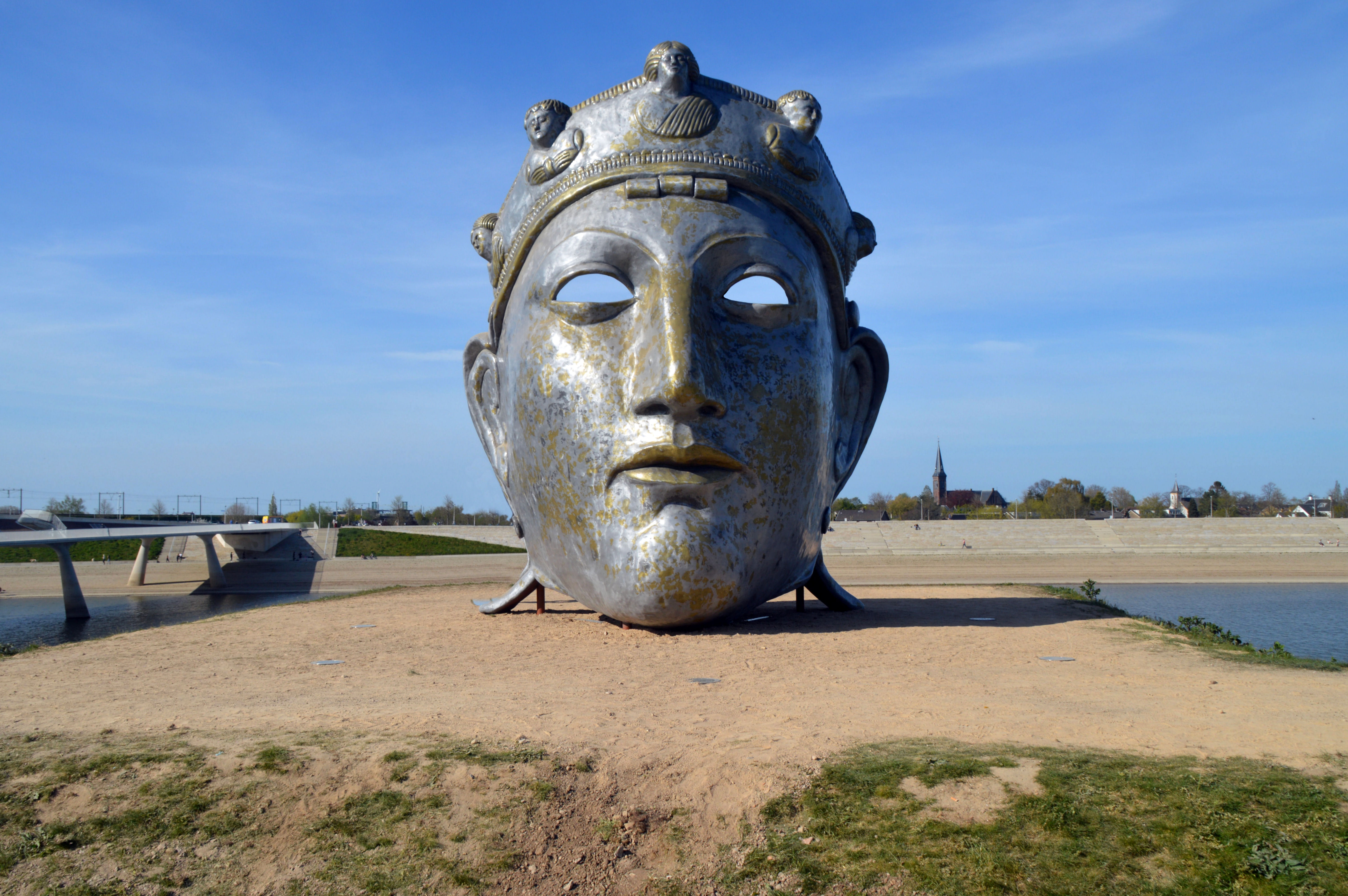
Romeins masker aan de Waal.

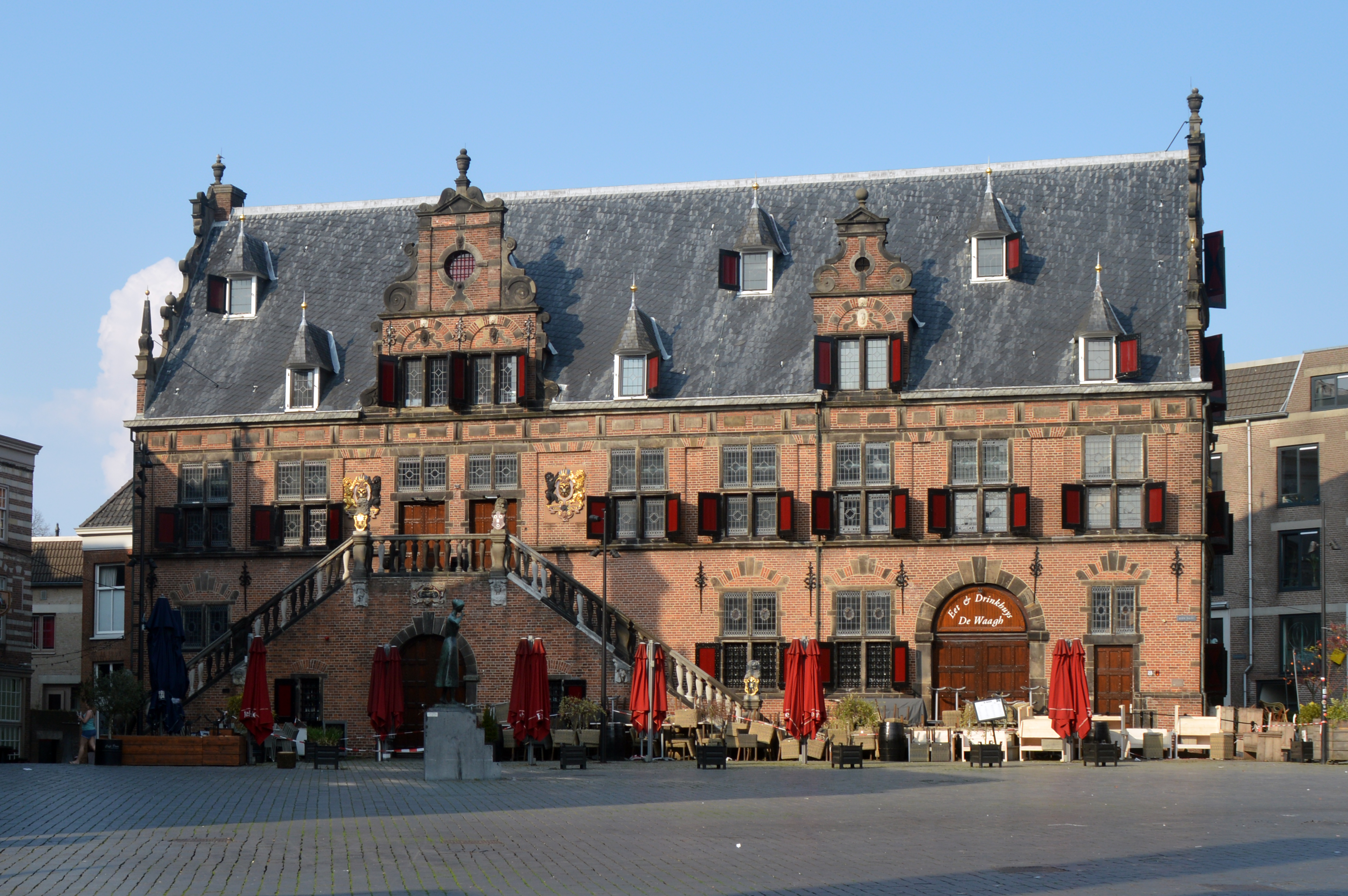
Waaggebouw.

- het Valkhof met de Barbarossaruïne en de Sint-Nicolaaskapel
- resten van de omwalling: het Hunnerpark met de Belvédère en het Kronenburgerpark met de Kruittoren
- Lange Hezelstraat, bekend als "de oudste winkelstraat van Nederland"
- middeleeuwse bebouwing in de Benedenstad, bij de Lange Hezelstraat
- Goffertpark
- Concertgebouw de Vereeniging, van architect Oscar Leeuw
- Ruiterstandbeeld van Keizer Karel, Keizer Karelplein, 1962, door Albert Termote
- Beeld van Stephanus, Berg en Dalseweg, 1951, door Albert Termote
- Lutherse kerk Prins Hendrikstraat 79 van architect Derk Semmelink
- Keizerbeelden en de madonna aan het Raadhuis, door Albert Termote
- De voormalige gereformeerde kerk aan de Begijnenstraat van architect B. Bouwman
- De Titus Brandsma Gedachteniskerk (voormalige Sint-Jozefkerk) van architect B.J.C. Claase
- De moderne katholieke Dominicuskerk van architect Th. Nix
- Het complex FiftyTwoDegrees ontworpen door Francine Houben en Francesco Veenstra
- Het Quack-monument of Maria-Adolffontein
- Het Benzinestation Auto Palace uit 1936, nu Rijksmonument
- De Waalkade
- Een aantal oorlogsmonumenten

Een deel van de Nijmeegse binnenstad is sinds 1980 een beschermd stadsgezicht. Het gaat onder meer om de hele Benedenstad, samen met een deel van de 19e-eeuwse stadsuitleg.

### Musea

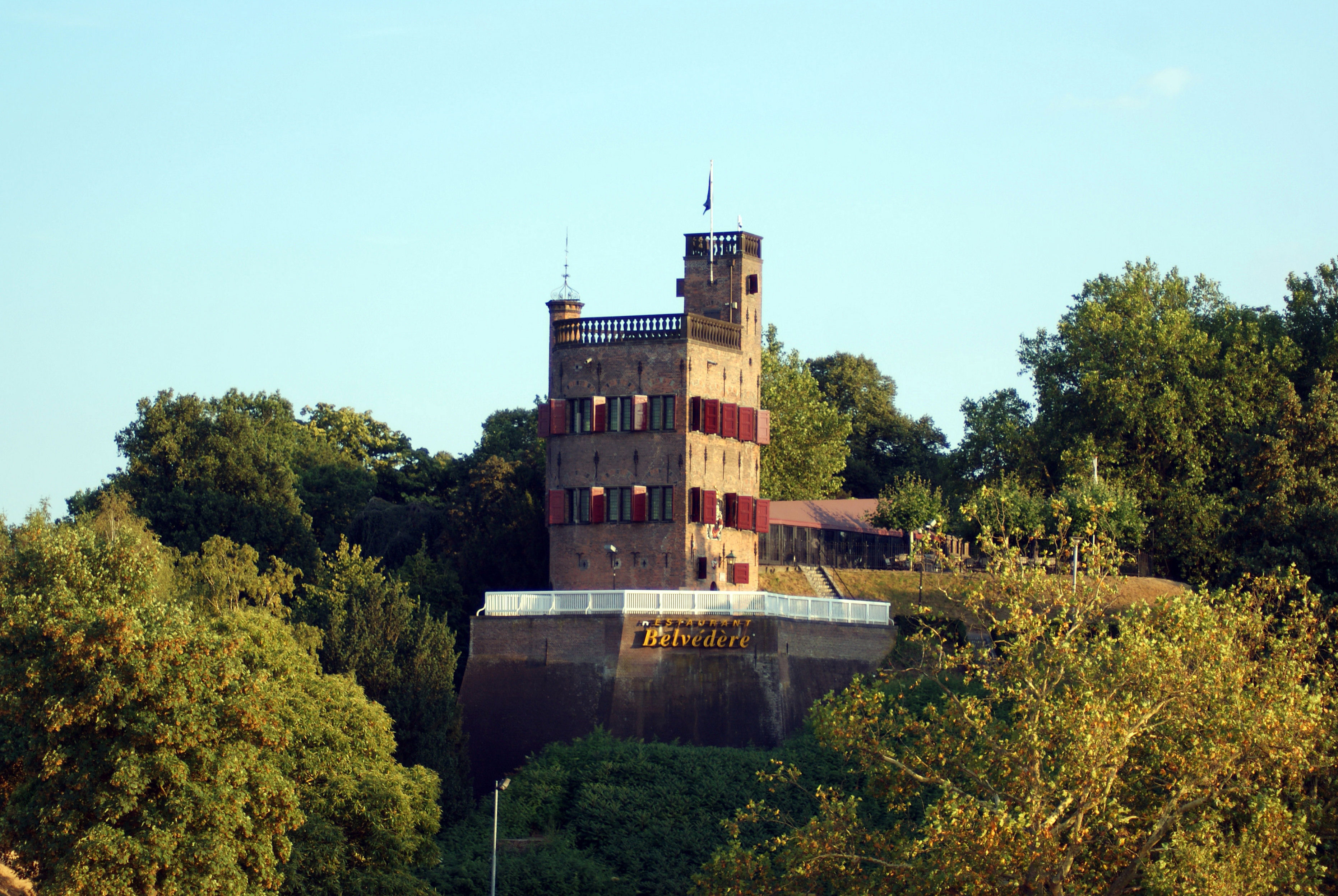
Belvédère, Hunnerpark

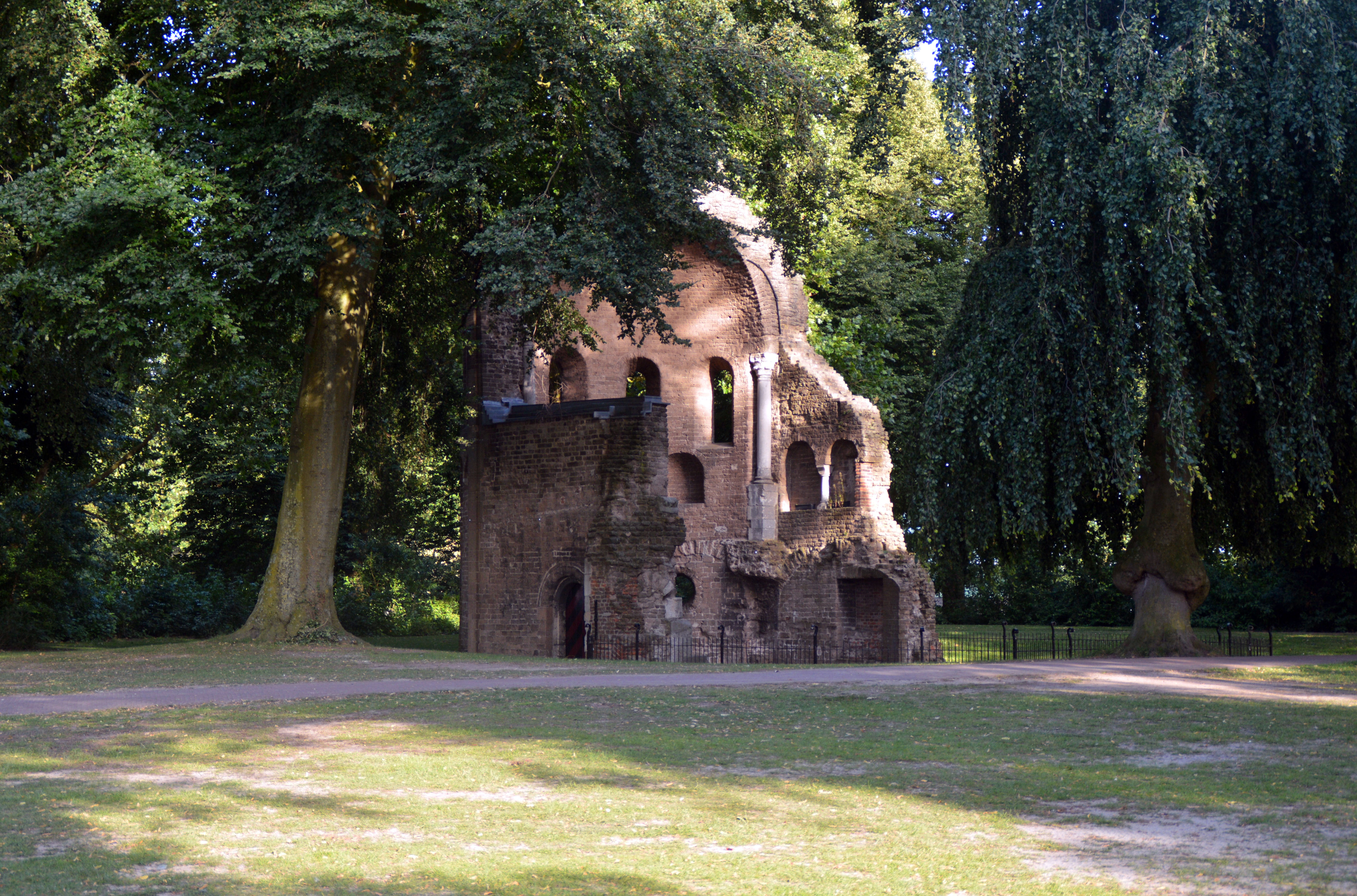
Barbarossa-ruïne, Valkhof

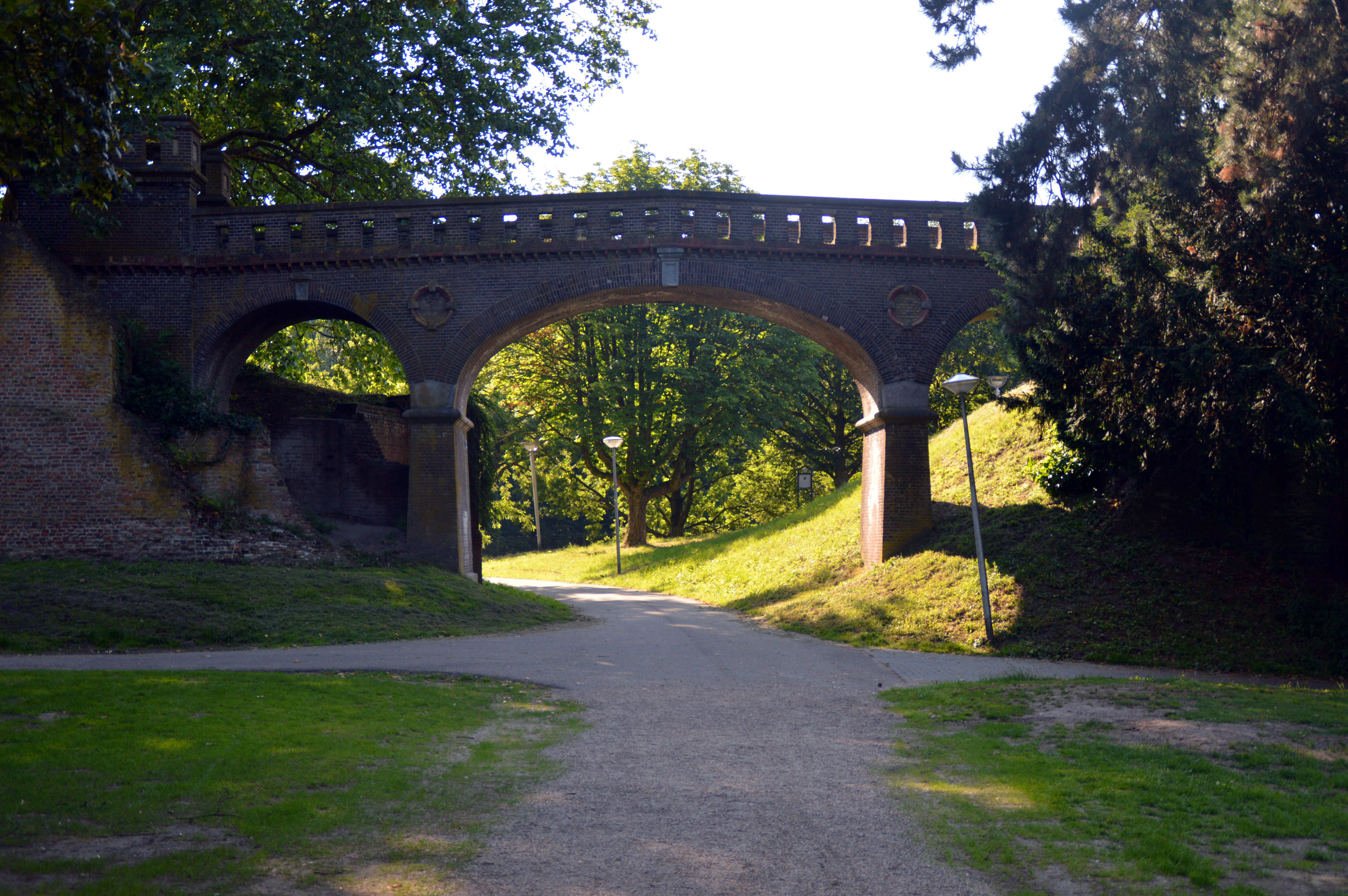
Voetbrug Hunnerpark 1883

| - Museum voor Anatomie en Pathologie - De Bastei - Gemeentemuseum (1974-1999) - Valkhof Museum - Maelwael Van Lymborch Huis - muZIEum - Natuurmuseum Nijmegen (1978-2017) | - Nijmeegs Volkenkundig Museum (1979-2005) - Museum de Stratemakerstoren (1995-2014) - Velorama - Huis van de Nijmeegse Geschiedenis - Museum Kinderdorp Neerbosch |

### Parken

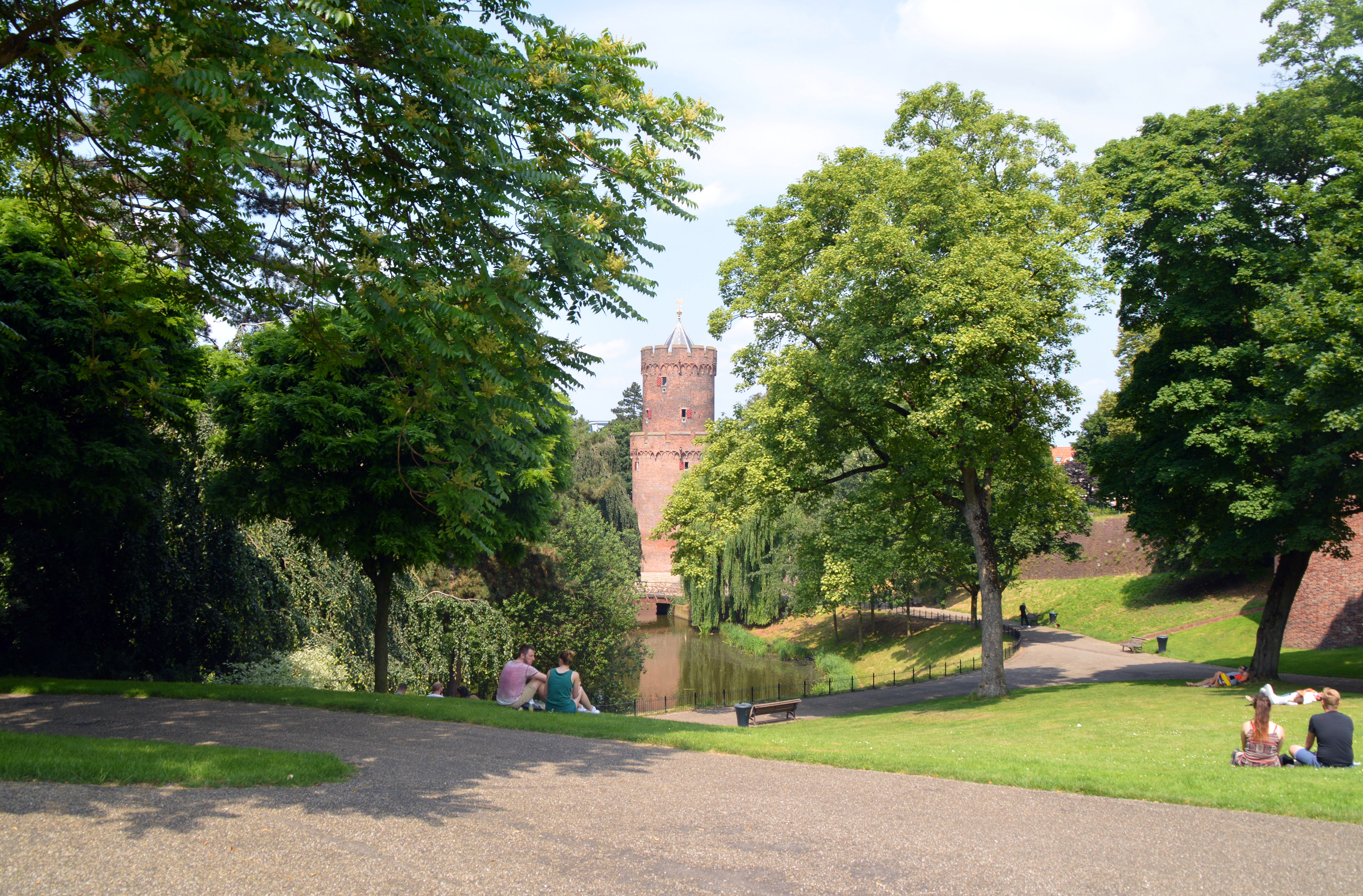
Kronenburgerpark

| - Distelpark - Dorpspark Hees - Florapark - Goffertpark - Hunnerpark | - Julianapark - Krayenhoffpark - Kronenburgerpark - Park Brakkenstein - Park Leeuwenstein | - Stadspark Staddijk - Valkhof - Westerpark - Wijkpark Meijhorst - Limospark |

### Evenementen
- Nijmeegse Vierdaagse (meerdaagse langeafstandsmars in de derde week van juli met internationaal deelnemersveld)
- Vierdaagsefeesten (festiviteiten rondom de Nijmeegse Vierdaagse, waaronder Roze Woensdag)
- Batavierenrace (estafetteloop voor studenten, tussen Nijmegen en Enschede)
- Zevenheuvelenloop (hardloopwedstrijd met start en finish in Nijmegen)
- Marikenloop (hardloopwedstrijd, uitsluitend voor vrouwen)
- Stevensloop (sinds 2015 hardloopwedstrijd in maart met finish bij de Stevenskerk, waar in 2017, 2020-2022 het NK halve marathon gehouden werd/wordt)[30]
- Fietsvierdaagse (een week na de Nijmeegse Vierdaagse)
- Kermis (in juni en in oktober)
- Carnaval (waarin Nijmegen Knotsenburg heet, naar Fort Knotsenburg dat bij het huidige dorp Lent gelegen was)
- Roze Meifeest
- Mariken Winterfestival
- Gebroeders van Limburg Festival (middeleeuws re-enactment festival)
- Romeinenfestival
- Emporium (dancefestival dat sinds 2005 door de Nijmeegse discotheek The Matrixx georganiseerd wordt in recreatiegebied de Berendonck in Wijchen)
- JuPla Rally (jaarlijkse rally in de omgeving van Nijmegen t.b.v. het goede doel)
- Dag van het Levenslied (muziekfestival op Moederdag)
- Kids 'n' Billies (muziekfestival)
- Music Meeting (muziekfestival)
- FortaRock Festival (muziekfestival)
- Nacht van de Vluchteling (Sponsorloop van Nijmegen naar Arnhem)
- Drift Festival (muziekfestival)

### Muzikale verenigingen
| - Slagwerkgroep Neerbosch-Oost - Noviomagum Wind Orchestra - Symfonieorkest Nijmegen - Symfonisch Blaasorkest Nijmegen - Nijmeegse Postharmonie - Nijmeegs studentenorkest "Collegium Musicum Carolinum" - Studentenorkest QHarmony - Nijmeegs Jeugdorkest Corrente - Drumfanfare Michaël - Flos Campi koor en orkest | - Harmonie Tarcisius - Harmonie Hatert - Jeugddrumfanfare De Stefaantjes - Harmonie Jubal - Studenten Bigband Nijmegen - Nijmeegs Studentenkoor Alphons Diepenbrock - NSK Carmina Ludicra - Nieuw-Nijmeegs Kamerorkest - Studentenpopkoor Plica Vocalis |

### Uitgaansleven

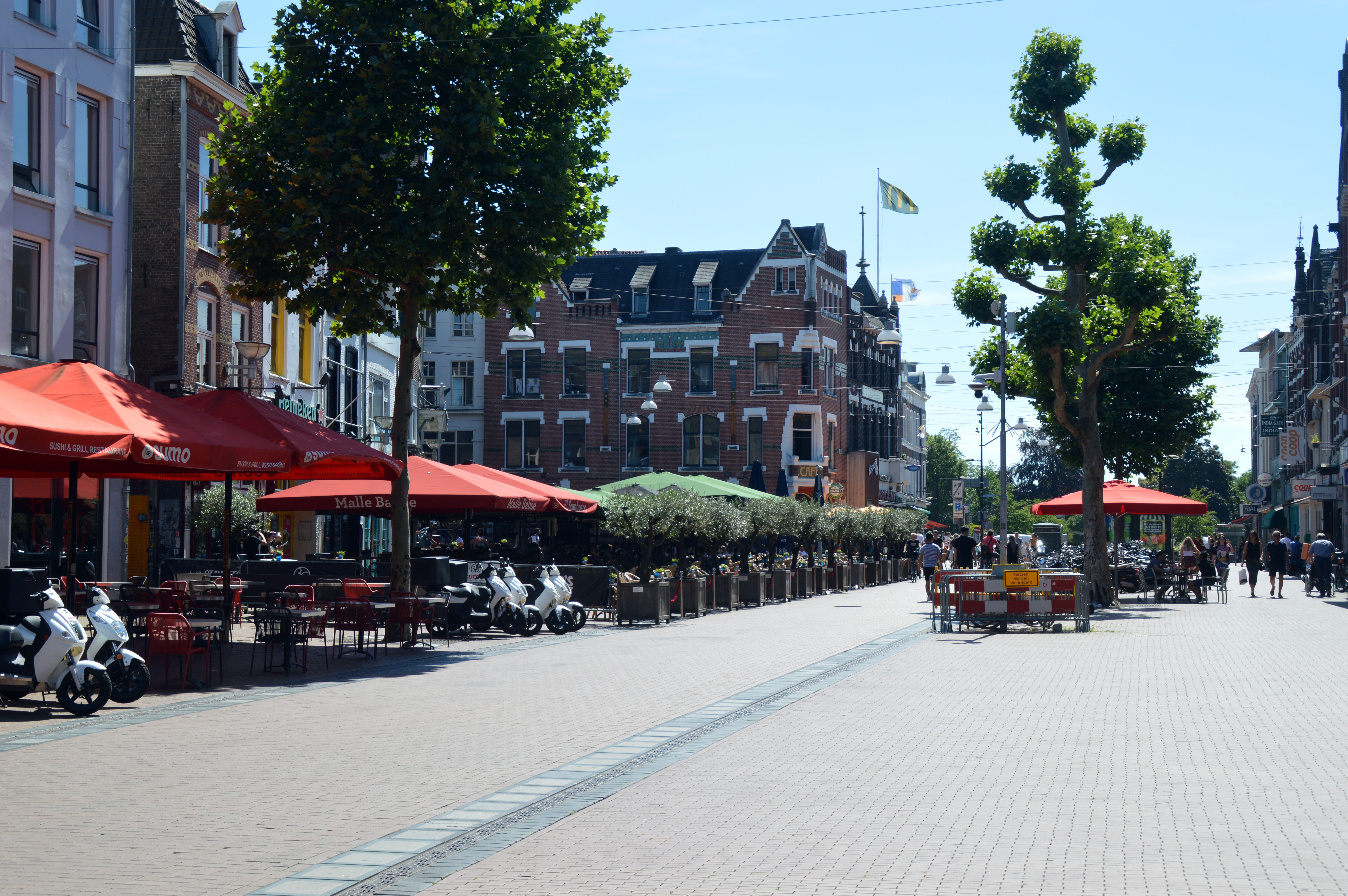
Horeca met terrassen in de Molenstraat.

Als studentenstad kent Nijmegen een levendig uitgaansleven en heeft sinds 2010 ook een nachtburgemeester. Vele (eet)cafés en restaurants bevinden zich aan de Grote Markt en het Koningsplein en ook de Molenstraat is een belangrijke uitgaansstraat met onder meer een vestiging van de vroegere caféketen De Drie Gezusters.
Een bekende grote discotheek was The Matrixx (later Monte Carlo) aan de Wijchenseweg. Het pand werd bij een brand in 2016 grotendeels verwoest en in 2018 gesloopt.
De homohoreca was sinds de jaren tachtig geconcentreerd in de Van Welderenstraat, maar daar zit alleen nog bar De Regenboog (voorheen Thomtom en 't Bakkertje). Elders in de stad zit er nog danscafé Marcus-Antonius.
De prostitutie in Nijmegen omvat raamprostitutie aan de Nieuwe Markt en een tippelzone aan de Nieuwe Marktstraat, beide nabij het Kronenburgerpark.
De stad telt ook een aantal coffeeshops.

## Natuur

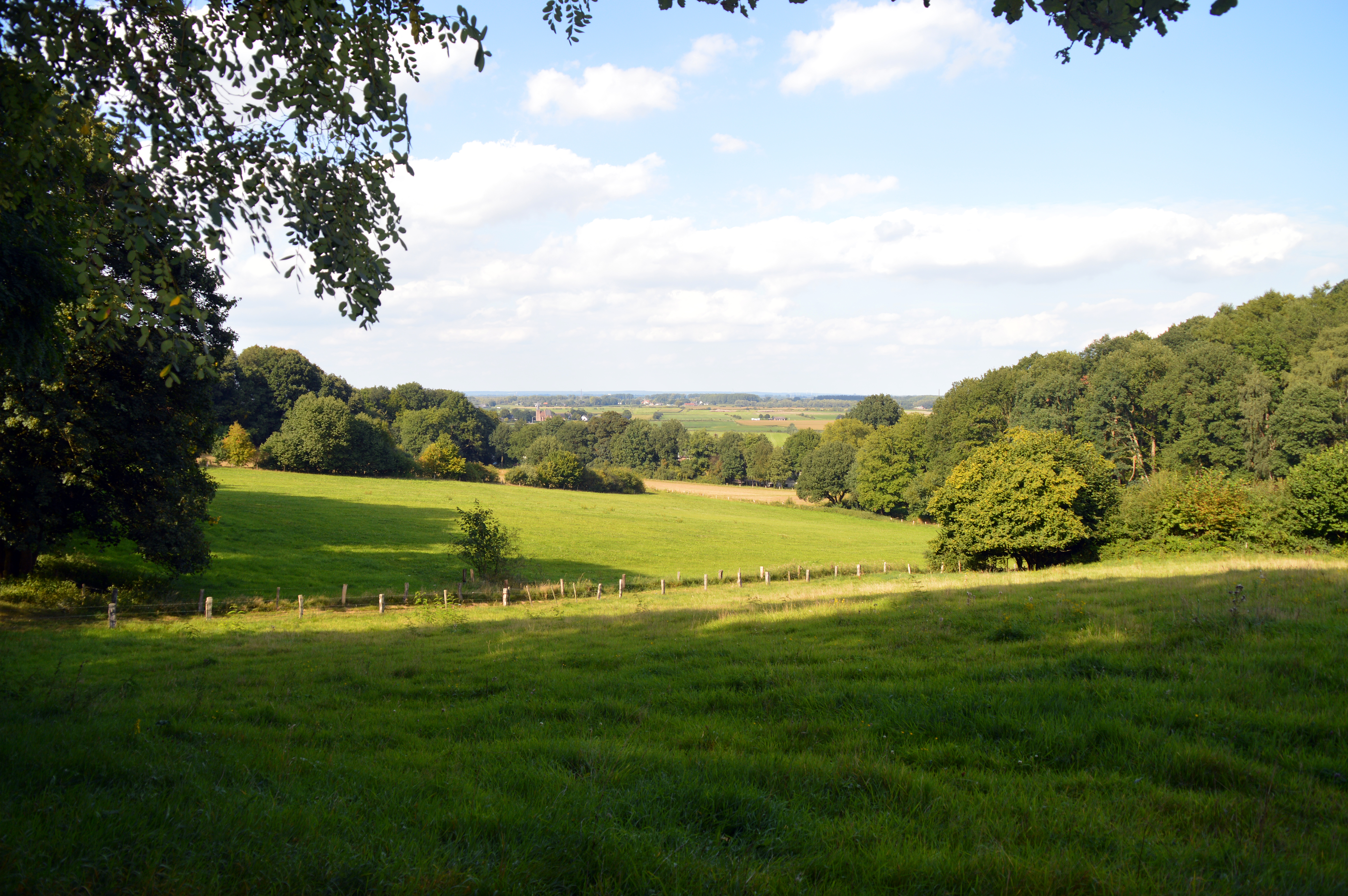
Heerlijkheid Beek

In de directe omgeving van Nijmegen bevinden zich meerdere uitgestrekte natuurgebieden, zoals Heumensoord en de Ooijpolder. Ook ligt Nijmegen niet ver van het Reichswald.

## Als lhbt-stad
Nijmegen is sinds jaar en dag een 'roze' stad met naar schatting 10.000 lhbt-inwoners (ruim 6% van het inwonersaantal), een reeks van homobars en een actieve homobeweging met het Roze Huis Nijmegen als enige onafhankelijke roze huis in Nederland en DITO! als grote homojongerenorganisatie. Eind jaren zeventig ontstond de Nijmeegse Potten en Flikker(s)dag (NPFD), die uitgroeide tot een meer divers meerdaags evenement en in 2002 werd omgedoopt tot Roze Meifeest.
Na antihomoseksueel geweld tijdens de Vierdaagsefeesten van 1983 werd in het daaropvolgende jaar de landelijke Roze Zaterdag in Nijmegen gehouden en kwam de gemeente in 1987 met een eerste nota voor homo- en lesbisch beleid. In 1988 was Nijmegen de eerste gemeente in Nederland die een klankbordgroep instelde om over homo- en lesbische kwesties te adviseren. Vanuit de lokale homohoreca was ondertussen een eigen roze straatfeest tijdens de Vierdaagse opgezet, de Roze Woensdag. In deze periode ontstond ook het Lesbisch Archief Nijmegen, het enige onafhankelijke archief in haar soort in geheel Nederland. Ook De Feeks, een boekhandel, café en documentatiecentrum was vlak daarvoor, in 1977, opgericht. Door dit alles kwam Nijmegen in de jaren 1980 ook wel bekend te staan als een zeer links feministische stad én een 'lesbisch paradijs'.
Sinds 2001 is landelijk het homohuwelijk gelegaliseerd. In de 20 jaar daarna trouwden in Nijmegen 330 stellen van hetzelfde geslacht. Die stellen bestonden uit 400 vrouwen en 260 mannen. Daarmee bereikte Nijmegen landelijk de derde plaats voor het aantal voltrokken homohuwelijken. Enkel Amsterdam en Zandvoort bleven Nijmegen voor. In 2005 werd de Roze Zaterdag voor de tweede keer in de stad gehouden en sinds 2008 is Nijmegen een zogeheten Regenboogstad. Als variant op het elders gebruikelijke regenboogpad werden in 2015 de Veerpoorttrappen met een kunstzinnige beschildering omgevormd tot een regenboogtrap.

## Gezondheidszorg
- Canisius-Wilhelmina Ziekenhuis
- Sint Maartenskliniek
- Radboud universitair medisch centrum

## Onderwijs

### Basisonderwijs
Er zijn in Nijmegen 46 basisscholen anno 2025. In totaal gaan hier dagelijks bijna 12.000 leerlingen naar school. Er is voor ouders veel keuze mogelijk in onderwijsconcepten en denominaties, zo zijn er regulier, montessori-, dalton-, jenaplan- en ontwikkelingsgericht onderwijs. Wat betreft denominaties is er keuze tussen openbaar, Rooms-Katholiek, algemeen bijzonder, protestants-christelijk en islamitisch.
Opvallend is dat van de 46 scholen, 27 rooms-katholiek zijn. Dit heeft te maken met de katholieke religie die midden 20e eeuw door meer dan 80% van de bevolking werd aangehangen.

### Algemeen
Nijmegen kent een aantal scholen en colleges voor het middelbaar onderwijs. Er zijn verschillende instituten van de HAN University of Applied Sciences (HAN) en er is een regionaal opleidingencentrum (ROC) gevestigd. De Radboud Universiteit (RU) is in Nijmegen sinds 1923 gelegen.

## Religie

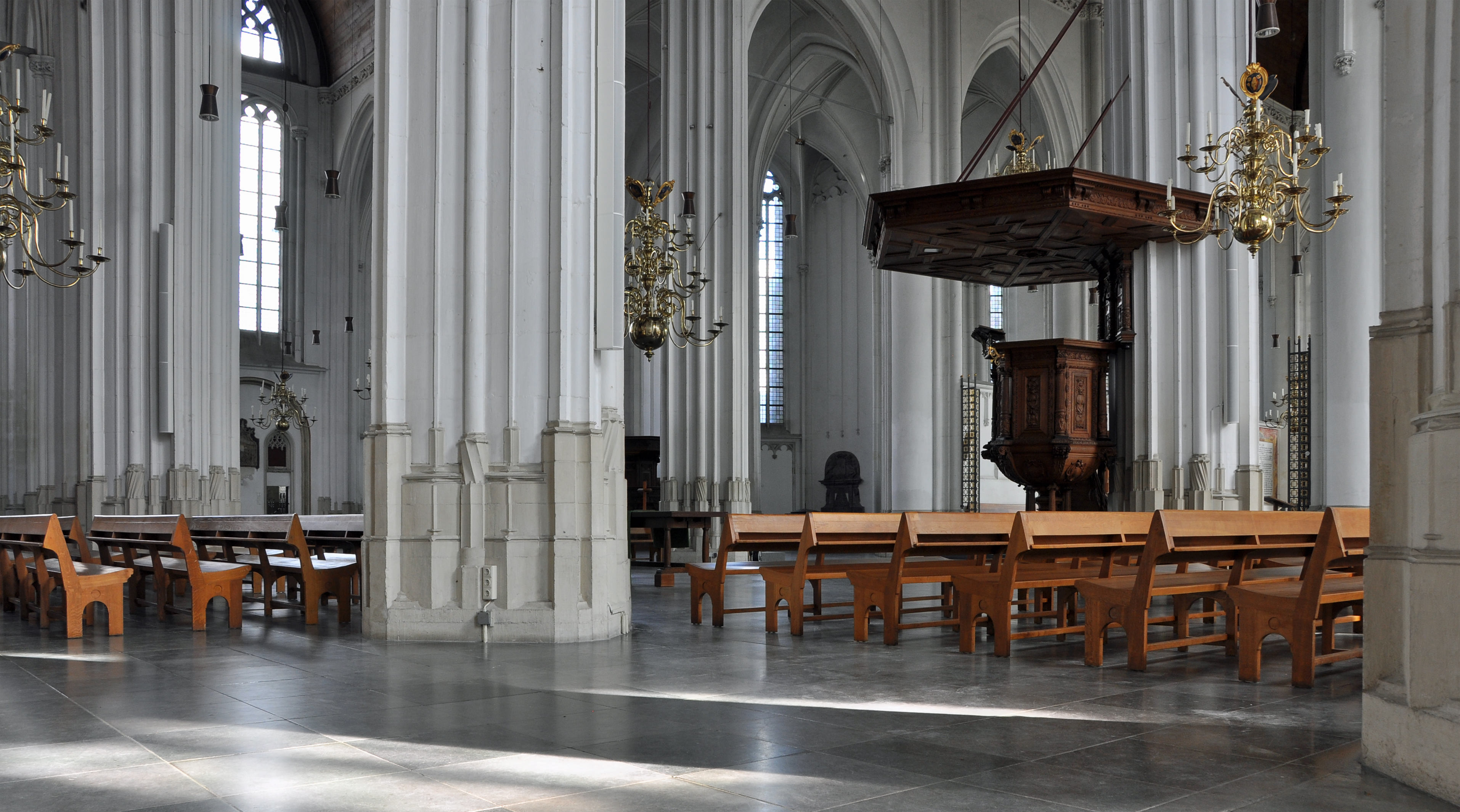
Interieur van de Stevenskerk.

Nijmegen was in de oudheid een kruispunt van Keltische, Germaanse en Grieks-Romeinse mythologie. De bouw van de  Gertrudiskerk, die eind 7e eeuw vermoedelijk gebeurde als onderdeel van de kersteningscampagne van bisschop Kunibert van Keulen, is een duidelijke aanwijzing dat men hier in deze tijd is overgegaan op het katholieke christendom.
In de Tachtigjarige Oorlog viel de stad om beurten in katholieke Spaansgezinde en protestantse Staatse handen. Het Beleg van Nijmegen (1591) pakte definitief uit ten gunste van de laatsten, waarbij het katholicisme uit het openbare leven werd gebannen.
In de 17e eeuw was ongeveer 40% van de Nijmegenaren katholiek, wat na de door Franse revolutionaire veroveraars ingevoerde godsdienstgelijkheid weer toenam tot 60% in 1800, 70% bij de opening van de Katholieke Universiteit Nijmegen in 1923 en midden 20e eeuw boven de 80%.
Vanaf de jaren 1960 seculariseerde Nijmegen snel, mede onder druk van de linkse studentenbeweging.

## Sport

### Voetbal
De plaatselijke club uit het betaald voetbal is NEC Nijmegen, die uitkomt in de Eredivisie. De club speelt zijn thuiswedstrijden in het Goffertstadion. Quick 1888 is de enige Nijmeegse voetbalclub die ooit een grote prijs won (KNVB Beker 1949).

### Basketbal
TBG Dragons is een voormalig eredivisiespeler. Daarnaast is er de club Wildcats Nijmegen.

### Hockey
Nijmegen heeft diverse succesvolle hockeyclubs. Bekend is vooral NMHC Nijmegen.

### IJshockey
Nijmegen Devils is een Nederlandse professionele ijshockeyclub uit Nijmegen die uitkomt in de Eredivisie ijshockey en meervoudig landskampioen is. Zij spelen hun thuiswedstrijden in het Triavium.

### Wielrennen
In 2016 was Nijmegen start- en finishplaats van een etappe in de Giro d' Italia.

## Politiek en bestuur

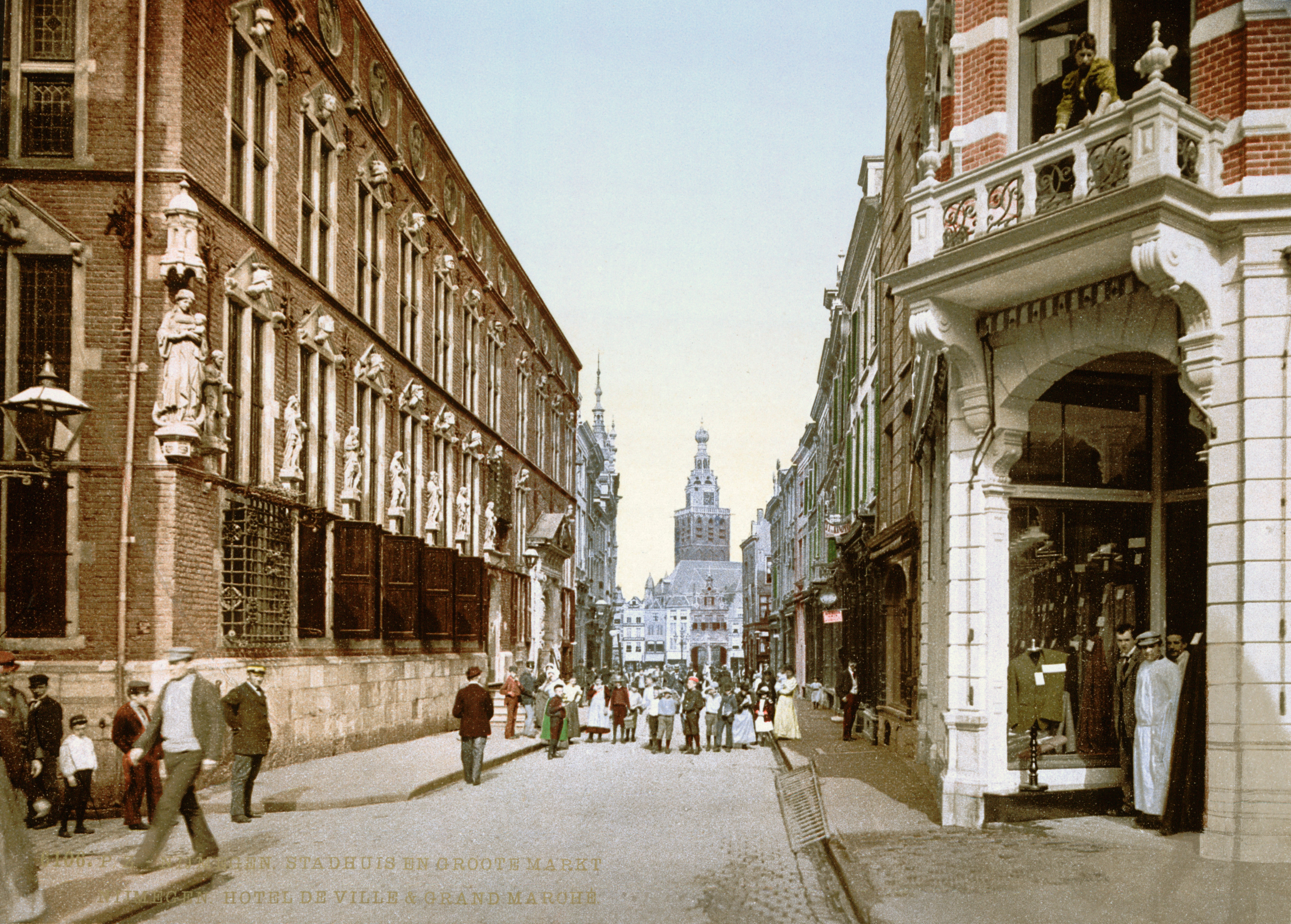
Het stadhuis van Nijmegen (links) rond 1900.

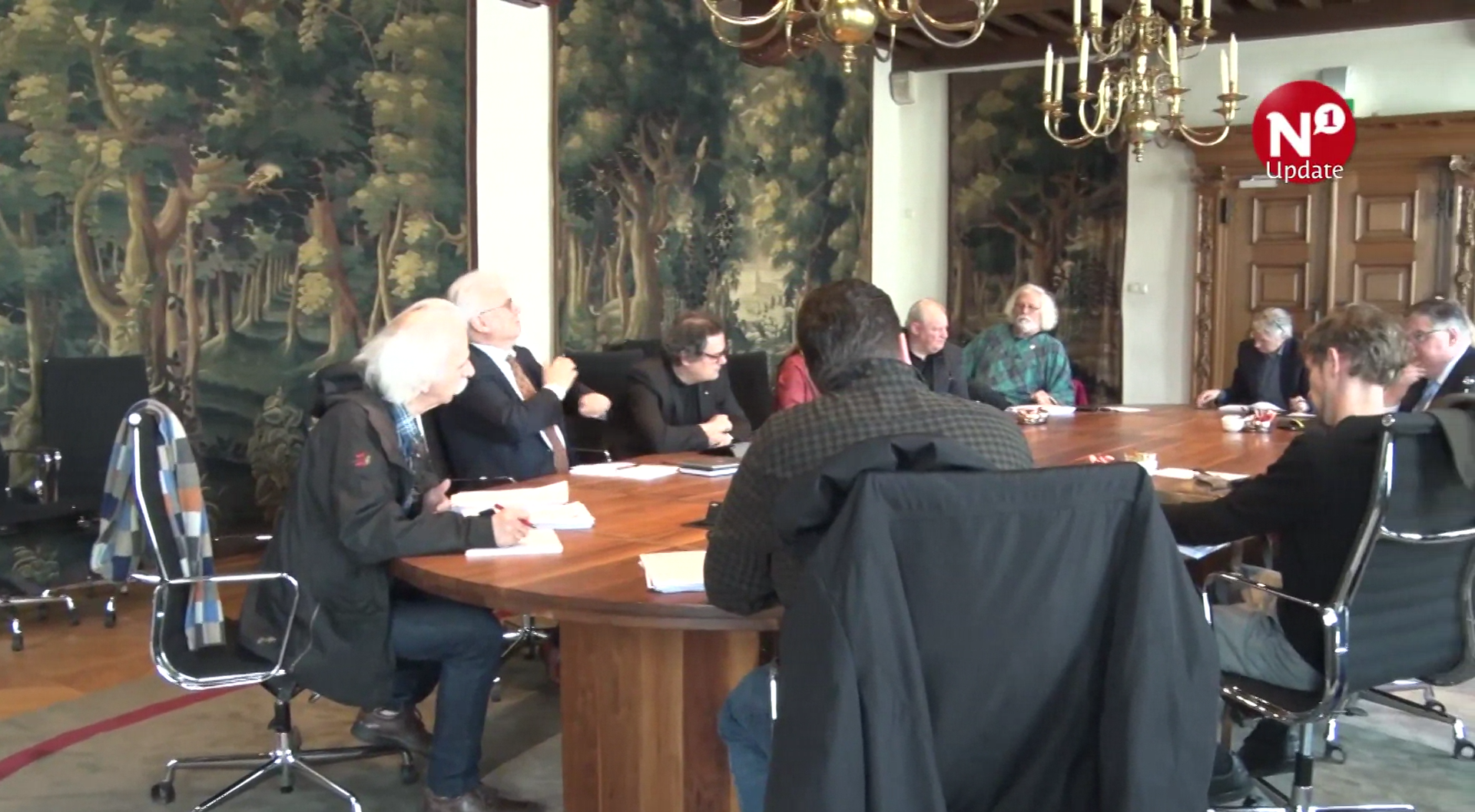
Het Nijmeegs College van B&W in vergadering (2017).

### Stadsbestuur
Nijmegen staat sinds de jaren zestig en zeventig van de twintigste eeuw bekend als overwegend politiek links (ofwel als "rode" stad). Nijmegen dankt hieraan de bijnaam 'Havana aan de Waal'. VVD-prominent Frits Bolkestein sprak in de jaren 1990 nog van 'Marxograd aan de Waal'. Thans is het 'rode aspect' in sterk afgezwakte vorm herkenbaar aan een links stadsbestuur: het college van B&W begon na de verkiezingen van 2002 met zes wethouders uit GroenLinks, PvdA en SP. In de periode 2002-2006 kende Nijmegen een college dat uit dezelfde politieke partijen was samengesteld en over 23 van de 39 raadszetels kon beschikken. Elke partij leverde twee wethouders. Vanaf 2018 bestond de coalitie uit GroenLinks, D66 en SP, die samen 22 van de 39 zetels in handen hadden.
De burgemeester van Nijmegen is sinds 21 mei 2012 Hubert Bruls (CDA). Hij volgde Thom de Graaf op. Bruls' portefeuille bestaat uit de volgende onderwerpen: Openbare orde & Veiligheid, Burger & Bestuur, Communicatie en Citymarketing & Externe betrekkingen.
| GroenLinks            | 4  | 3  | 6  | 5  | 6  | 6     | 8     | 9     | 6     | 8     | 8     | 11    | 9     |
| Stadspartij Nijmegen  | -  | -  | -  | -  | -  | -     | -     | 4     | 2     | 1     | 2     | 3     | 7     |
| D66                   | -  | 2  | 2  | 2  | 5  | 7     | 2     | 1     | 2     | 6     | 7     | 6     | 6     |
| PvdA                  | 12 | 12 | 9  | 16 | 11 | 8     | 8     | 8     | 11    | 8     | 4     | 3     | 4     |
| PvdD                  | -  | -  | -  | -  | -  | -     | -     | -     | -     | -     | -     | 2     | 4     |
| SP                    | 2  | 2  | 3  | 2  | 2  | 4     | 6     | 6     | 7     | 5     | 8     | 5     | 3     |
| VVD                   | 6  | 4  | 6  | 4  | 3  | 4     | 5     | 4     | 4     | 4     | 4     | 4     | 3     |
| CDA                   | 15 | 16 | 13 | 10 | 12 | 9     | 7     | 5     | 5     | 3     | 2     | 2     | 2     |
| Gewoon Nijmegen       | -  | -  | -  | -  | -  | -     | -     | -     | 1     | 2     | 2     | 1     | 1     |
| Forum Voor Democratie | -  | -  | -  | -  | -  | -     | -     | -     | -     | -     | -     | -     | -     |
| DENK                  | -  | -  | -  | -  | -  | -     | -     | -     | -     | -     | -     | -     | -     |
| Piratenpartij         | -  | -  | -  | -  | -  | -     | -     | -     | -     | -     | -     | -     | -     |
| 50PLUS                | -  | -  | -  | -  | -  | -     | -     | -     | -     | -     | -     | 1     | -     |
| Voor Nijmegen         | -  | -  | -  | -  | -  | -     | -     | -     | -     | -     | -     | 1     | -     |
| VSP                   | -  | -  | -  | -  | -  | -     | 1     | 2     | 1     | 2     | 2     | -     | -     |
| De Groenen            | -  | -  | -  | -  | -  | 1     | 2     | -     | -     | -     | -     | -     | -     |
| Totaal                | 39 | 39 | 39 | 39 | 39 | 39    | 39    | 39    | 39    | 39    | 39    | 39    | 39    |
| Opkomst               |    |    |    |    |    | 56,6% | 53,6% | 52,4% | 57,9% | 54,1% | 54,6% | 57,1% | 54,1% |

Opmerkingen

Gemeenteraad Nijmegen na 2022
Coalitie:
GroenLinks (9)
Stadspartij Nijmegen (7)
D66 (6)
Oppositie:
PvdA (4)
PvdD (4)
SP (3)
VVD (3)
CDA (2)
GewoonNijmegen.NU (1)

- Partijen als GroenLinks en Stadspartij Nijmegen bestonden vroeger uit andere partijen die later zijn samengegaan onder de huidige naam. Vanwege de vergelijkbaarheid is de huidige naam ook voor het verleden gebruikt.
- In 1994 hadden De Groenen 1 zetel, en in 1998 2 zetels. Later werd de partij omgedoopt in Stadspartij Leefbaar Nijmegen, en later weer opgesplitst in Stadspartij en Fractie Van der Meer.

### Bestuurlijke indeling
De gemeenteraad heeft de gemeente Nijmegen met ingang van 1 januari 2007 onderverdeeld in 9 stadsdelen (CBS-wijken), die weer bestaan uit 44 wijken (CBS-buurten), namelijk:
| - Nijmegen-Centrum - Benedenstad - Stadscentrum - Nijmegen-Oost - Bottendaal - Galgenveld - Altrade - Hunnerberg - Hengstdal - Kwakkenberg - Groenewoud - Ooyse Schependom - Nijmegen-Oud-West - Biezen (met Waterkwartier) - Wolfskuil - Nijmegen-Nieuw-West - Heseveld - Hees - Neerbosch-Oost - Haven- en industrieterrein | - Nijmegen-Midden - Nije Veld (met Willemskwartier) - Hazenkamp - Goffert - St. Anna - Heijendaal - Nijmegen-Zuid - Hatertse Hei - Grootstal - Hatert - Brakkenstein - Dukenburg - Tolhuis - Zwanenveld - Meijhorst - Lankforst - Aldenhof - Malvert - Weezenhof - Vogelzang - Staddijk | - Lindenholt - 't Acker - De Kamp - 't Broek - Kerkenbos - Westkanaaldijk - Bijsterhuizen - Neerbosch-West - Nijmegen-Noord (Waalsprong) - Oosterhout - Ressen - Lent |

### Buitenlandse vertegenwoordigingen
In Nijmegen hebben een drietal landen een vertegenwoordiging. Allen hebben een ondersteunende rol voor de eigen ambassade en zijn dan ook niet vrij toegankelijk voor het publiek. De drie vertegenwoordigingen zijn:
- Ereconsulaat van het Koninkrijk België[48]
- Consulaat-Generaal van het Koninkrijk Lesotho
- Consulaat-Generaal van de Democratische Republiek Somalië

### Stedenbanden
Nijmegen heeft de volgende partnersteden:
- Masaya (Nicaragua) sinds 1986
- Pskov (Rusland) sinds 1987
- Gaziantep (Turkije) sinds 2006

In november 2006 werd door de burgemeesters van Gaziantep en Nijmegen het verdrag getekend dat de stedenband tussen de beide steden bevestigt. In maart 2017 kwam de stedenband tussen Nijmegen en Gaziantep onder druk te staan naar aanleiding van de zogeheten Turkijerel, een diplomatiek conflict tussen Turkije en Nederland over de campagne die ministers van de regering-Erdogan wilden voeren voor een voorstem in het Turks referendum over grondwetswijzigingen 2017. De gemeente Gaziantep heeft alle borden die verwijzen naar Nijmegen (op de Nijmegen-Boulevard in Gaziantep) laten verwijderen. Burgemeester Bruls vroeg om duidelijkheid over de toekomst van de stedenband; wat betreft het Nijmeegse gemeentebestuur blijft de naam van het Gaziantepplein in Nijmegen ongewijzigd.
Verder heeft Nijmegen vriendschapsbanden met:
- Albany (Verenigde Staten)
- Duisburg, Kleef en Kranenburg
- Higashimatsuyama (Japan)
- Suzhou (China)

### Stichtingen
Nijmegen kent ongeveer 50 sportverenigingen alsmede aparte voorzieningen voor gehandicaptensport.

## Verkeer en vervoer

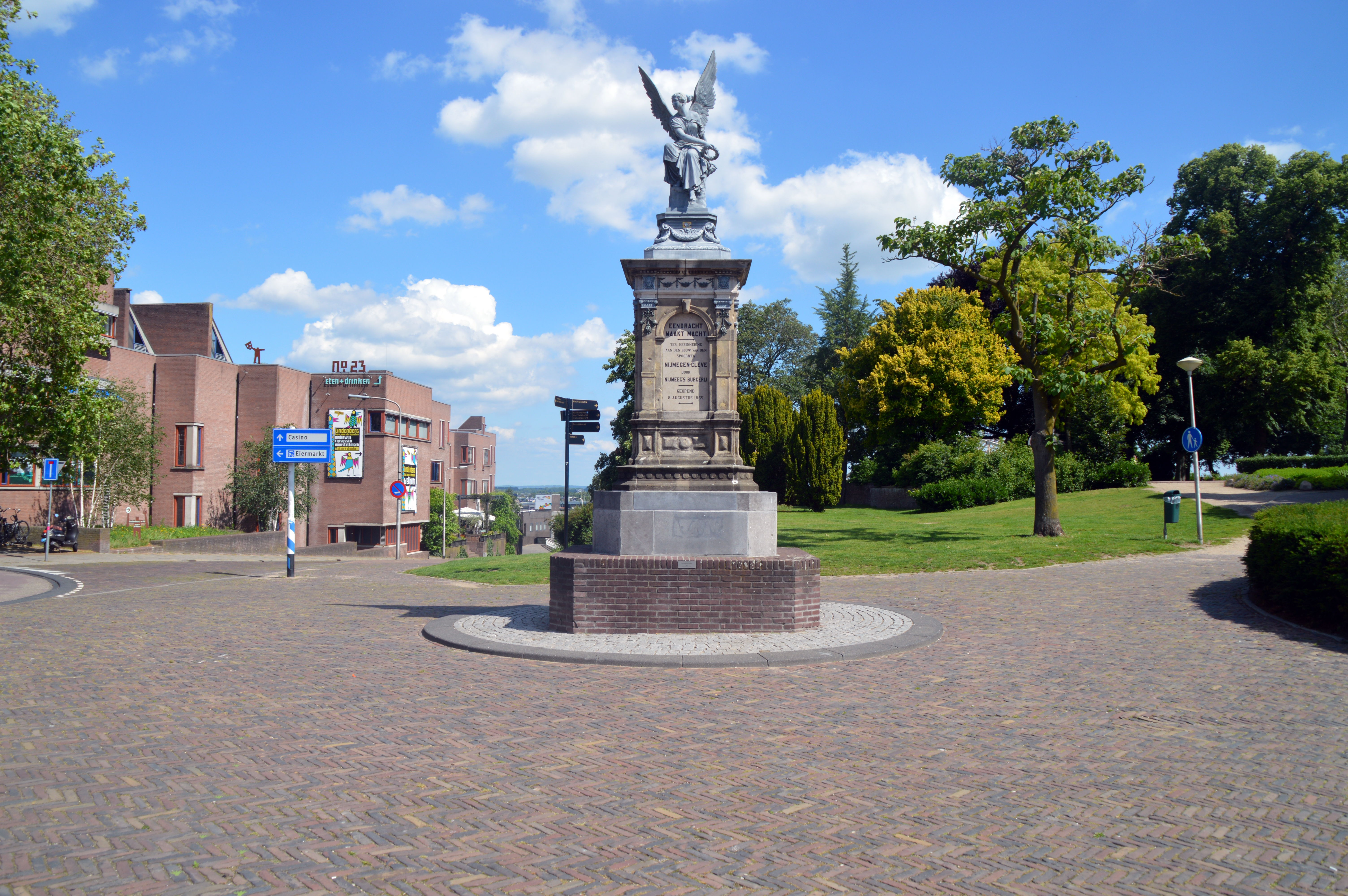
Spoorwegmonument (1884)

### Wegverkeer

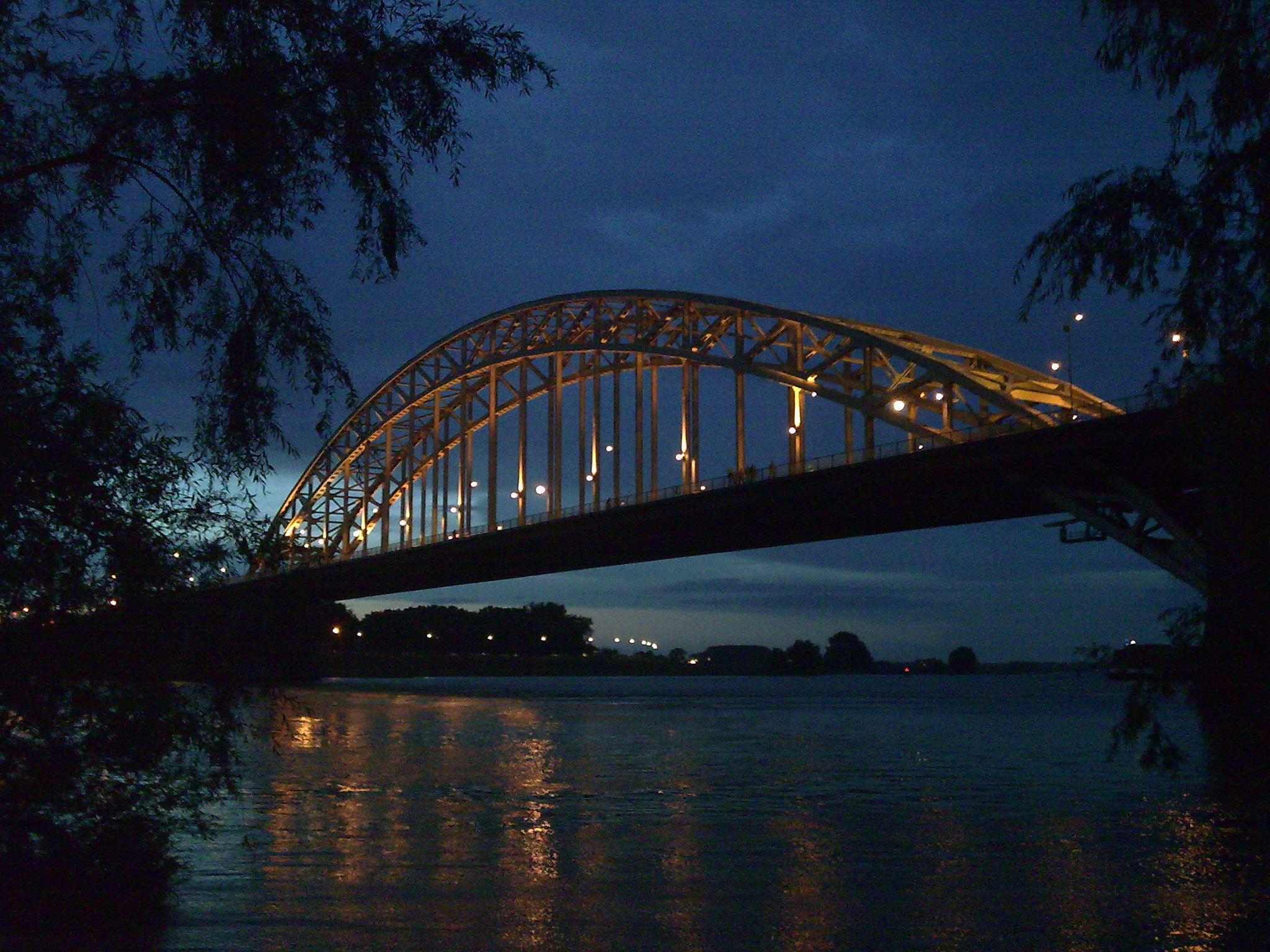
De Waalbrug bij Nijmegen, gezien vanuit de haven.

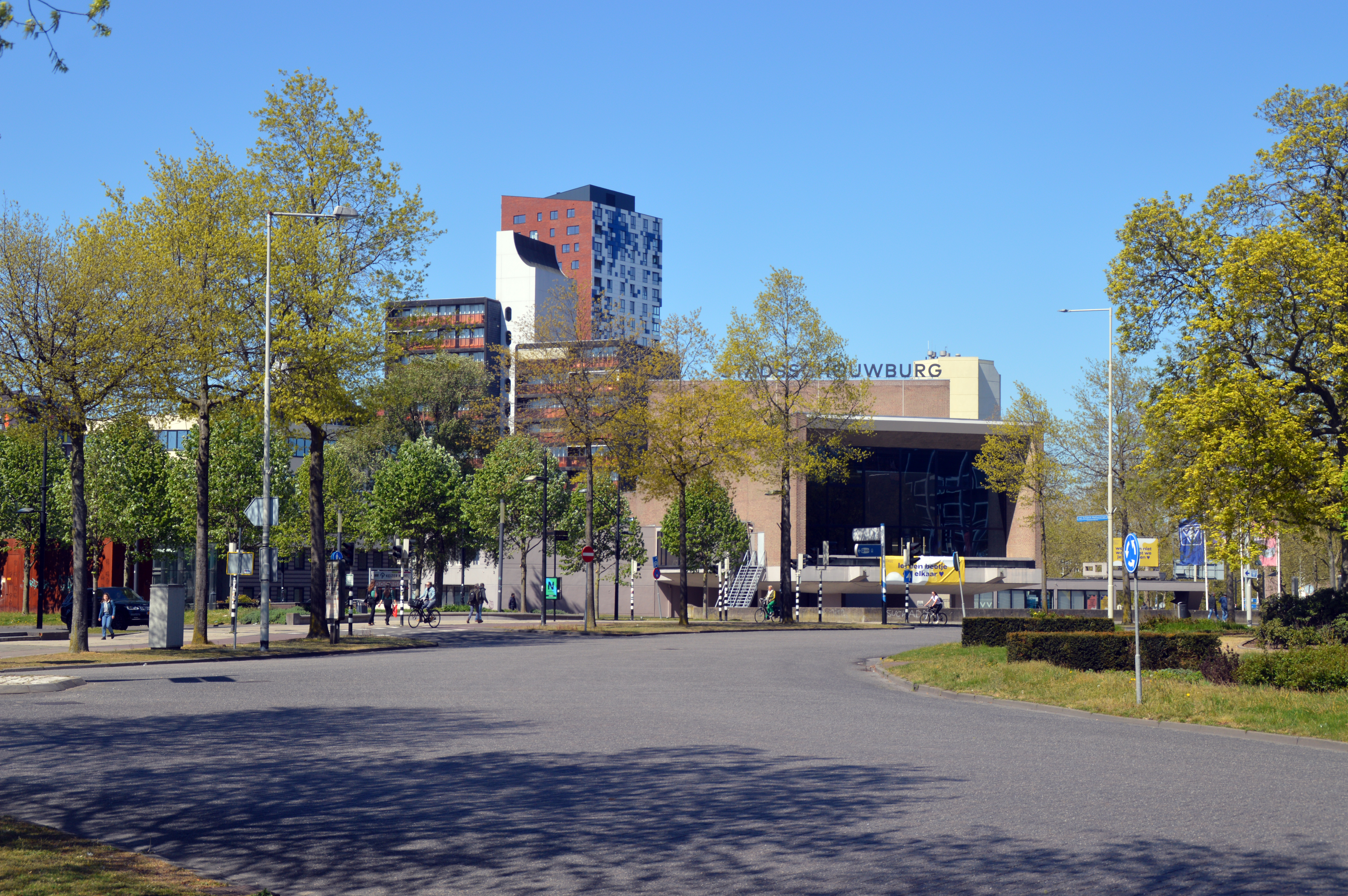
Het Keizer Karelplein, met op de achtergrond de Stadsschouwburg Nijmegen.

Nijmegen is aangesloten op de volgende rijks- en provinciale wegen:
- De A15 loopt ten noorden van de Waalsprong Nijmegen, met aansluiting Nijmegen-Noord. De A15 geeft verbinding in de richting van de 325 bij Knooppunt Ressen en de A50 bij Knooppunt Valburg.
- De A73 / E31 loopt ten westen van Nijmegen, met aansluitingen Dukenburg, N326 en Knooppunt Neerbosch. De A73 geeft verbinding in de richting van Venlo en naar de A50 bij Knooppunt Ewijk
- De N324 vanuit Oss loopt vanaf Grave en Alverna langs Wijchen naar Nijmegen Dukenburg waar ze op het Takenhofplein met de N 326 verbonden wordt. In Nijmegen heeft de weg de namen Van Rosenburgweg en Van Schuylenburgweg.
- De A325 vanuit Arnhem, gaat na Knooppunt Ressen over in de N325 en loopt via de Waalbrug, langs Beek naar de Duitse grensplaats Wyler, waar de weg verdergaat als Bundesstraße 9. Dit is de voormalige Rijksweg 52.
- De A326 begint bij Knooppunt Bankhoef aan de A50, gaat bij Bijsterhuizen verder als autoweg N326, kruist de A73 en loopt vervolgens als Wijchenseweg en Graafseweg via het Keizer Karelplein en de Oranjesingel naar het Keizer Traianusplein, waar de weg aansluit op de N325.
- De N842 verbindt Groesbeek met Nijmegen. Binnen de Nijmeegse bebouwde kom gaat deze weg verder als de Groesbeekseweg.
- De N844 verbindt Malden met Nijmegen. Binnen de Nijmeegse bebouwde kom gaat deze weg verder als de St. Annastraat.

De Waal wordt in Nijmegen voor autoverkeer overbrugd door de oude - en sinds november 2013 - ook door de nieuwe Waalbrug. De nieuwe brug wordt De Oversteek genoemd, ter herinnering aan de heldhaftige oversteek die precies op de plek waar de brug is gebouwd, in september 1944 door het Amerikaanse 504th parachute infantry regiment van de 82nd airborne division werd uitgevoerd. Voor fietsers is er de Snelbinder. De oevers van het Maas-Waalkanaal worden verbonden door de Dukenburgsebrug, de Graafsebrug, de Hatertsebrug en de Neerbosschebrug alsmede het sluiscomplex Weurt.

### Stads- en streekvervoer
Het stads- en streekvervoer per autobus wordt verzorgd door Breng. De lijn naar Gennep en Venlo wordt gezamenlijk geëxploiteerd samen met Arriva Personenvervoer Nederland. De lijn naar Uden wordt gezamenlijk geëxploiteerd met Arriva Personenvervoer Nederland uit Noord-Brabant. De lijn naar Druten en Tiel wordt gezamenlijk geëxploiteerd met Arriva uit Rivierenland. 
Tot 2009 waren het stads-en streekvervoer van elkaar gescheiden. Novio verzorgde alleen het stadsvervoer. Hermes verzorgde de meeste streeklijnen, waarvan de lijnen in de richting van Arnhem in samenwerking met Connexxion.
In het verleden kende Nijmegen een tramnetwerk en een trolleybusnet, die in respectievelijk 1955 en 1969 uit de stad verdwenen. Een plan om vanaf 2015 een trambus tussen de wijk Waalsprong en de universiteit te laten rijden is inmiddels weer van de baan.
Daarnaast wordt er internationaal busvervoer aangeboden door Flixbus.

### Spoorwegen
Nijmegen heeft vijf treinstations:
- Nijmegen

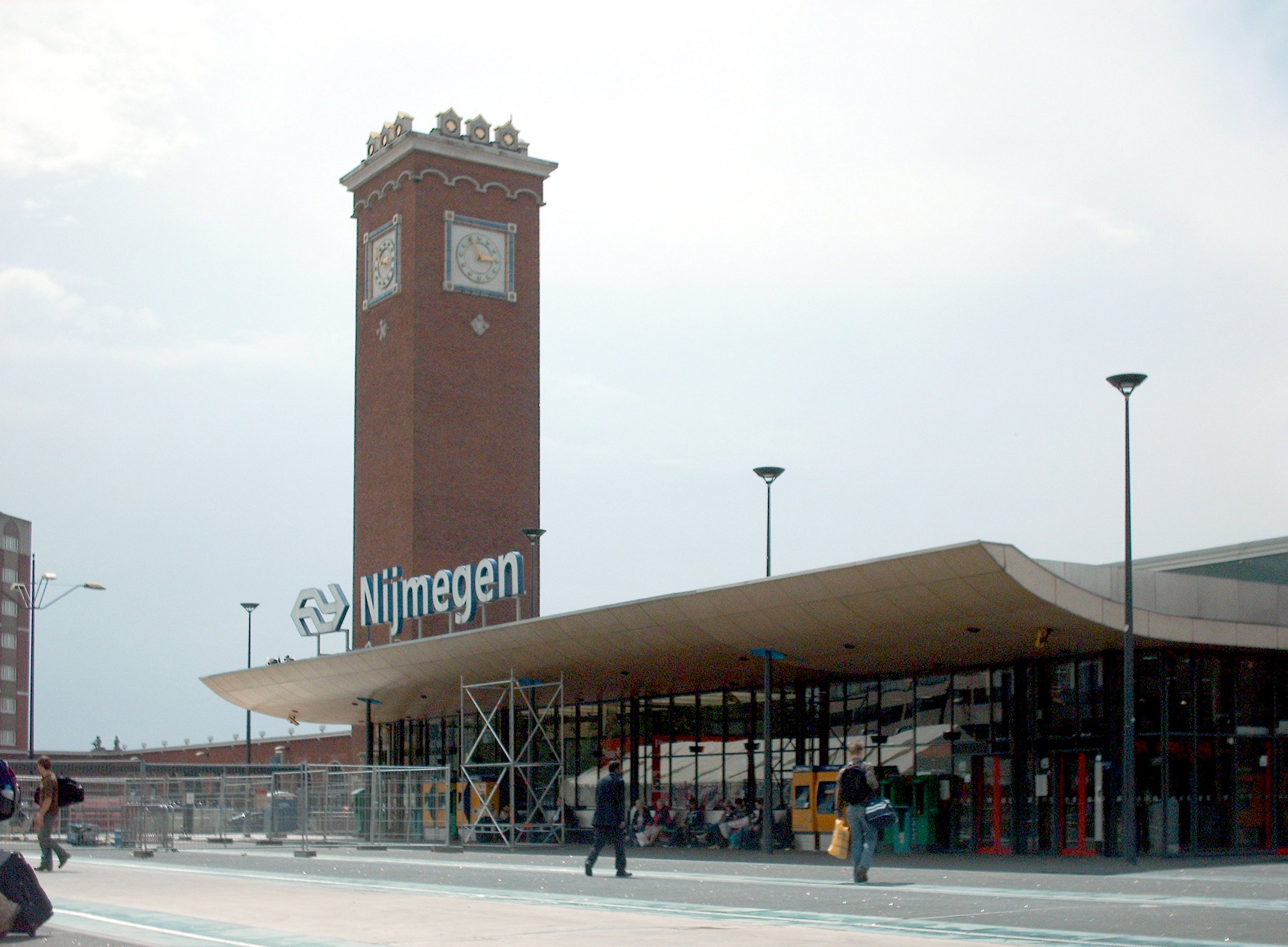
Station Nijmegen

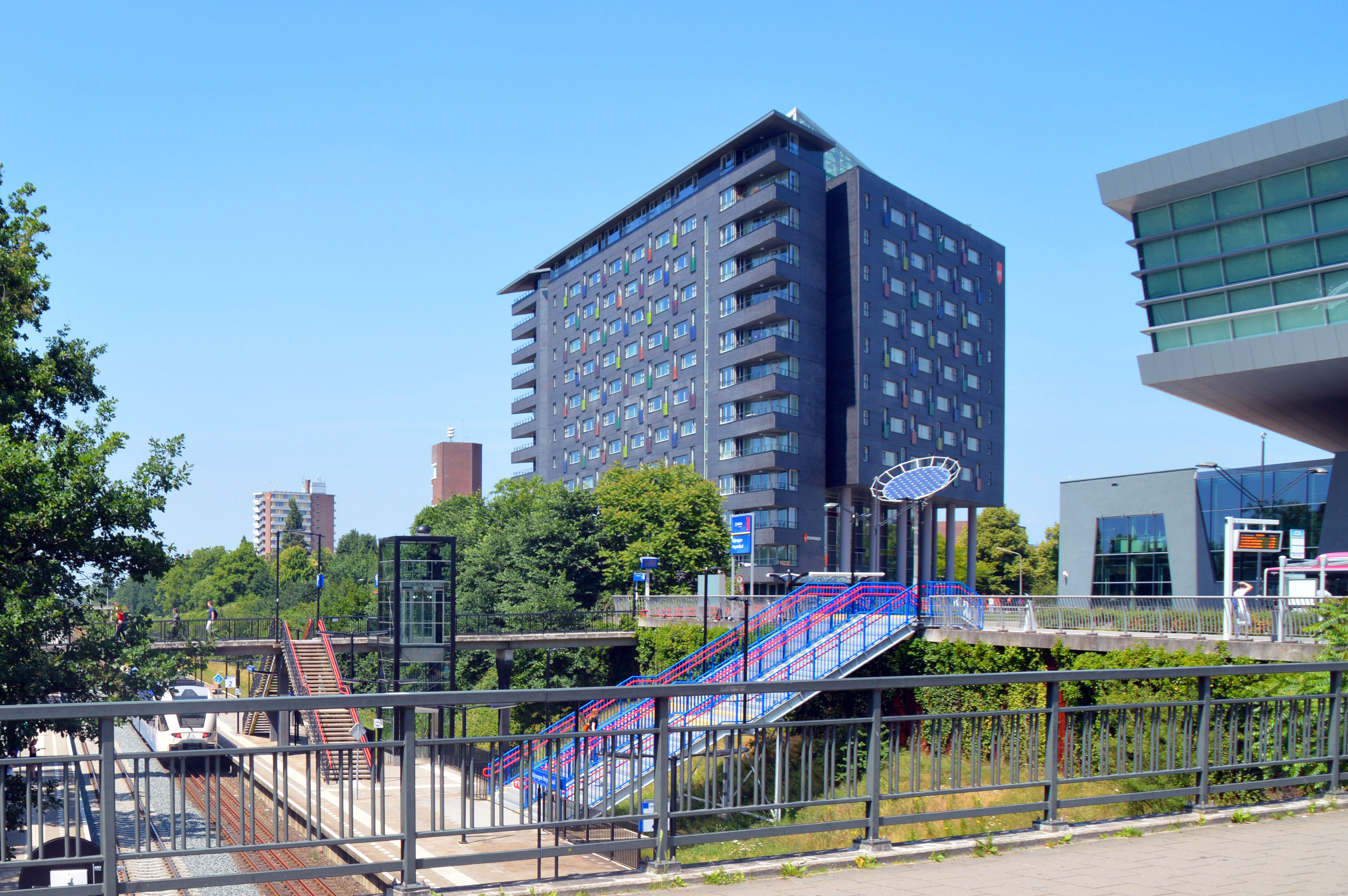
Station Nijmegen Heyendaal

- Nijmegen Dukenburg (aan de Brabantse lijn in de richting 's-Hertogenbosch - Roosendaal)
- Nijmegen Heyendaal (aan de Maaslijn in de richting Venlo)
- Nijmegen Lent (aan de spoorlijn naar Arnhem)
- Nijmegen Goffert (gelegen tussen station Nijmegen en station Nijmegen Dukenburg)

In Nijmegen beginnen de Intercity's naar Utrecht Centraal en verder. De Intercity's Zwolle - Arnhem Centraal - Roosendaal hebben een stop in Nijmegen. Vanuit Arnhem Centraal (en Zutphen) komen de Sprinters die naar Wijchen en 's-Hertogenbosch verder rijden.
Vanuit Nijmegen beginnen ook de stoptreinen van Arriva naar Venray, Venlo en verder.
De spoorlijn naar Arnhem loopt over de Spoorbrug Nijmegen, die in 1879 gereed kwam. Er bestond ook een spoorverbinding met Kleef. Deze is echter op 2 juni 1991 gesloten voor reizigersvervoer, omdat de exploitatie niet rendabel was. Tegenwoordig wordt deze verbinding verzorgd door bussen van de NIAG.

### Fiets
Nijmegen staat bekend om de goede faciliteiten voor fietsers. Het RijnWaalpad is een 17 km lange fietssnelweg en verbindt Nijmegen met Arnhem. Het is de eerste snelfietsroute van de regio. Het is een vrijliggende snelfietsroute waar fietsers niet hoeven te wachten bij verkeerslichten. Verder lopen twee snelfietsroutes naar Beuningen (Batavierenpad) en naar Wijchen (Wijchen - Nijmegen).

## Geografie

### Topografie

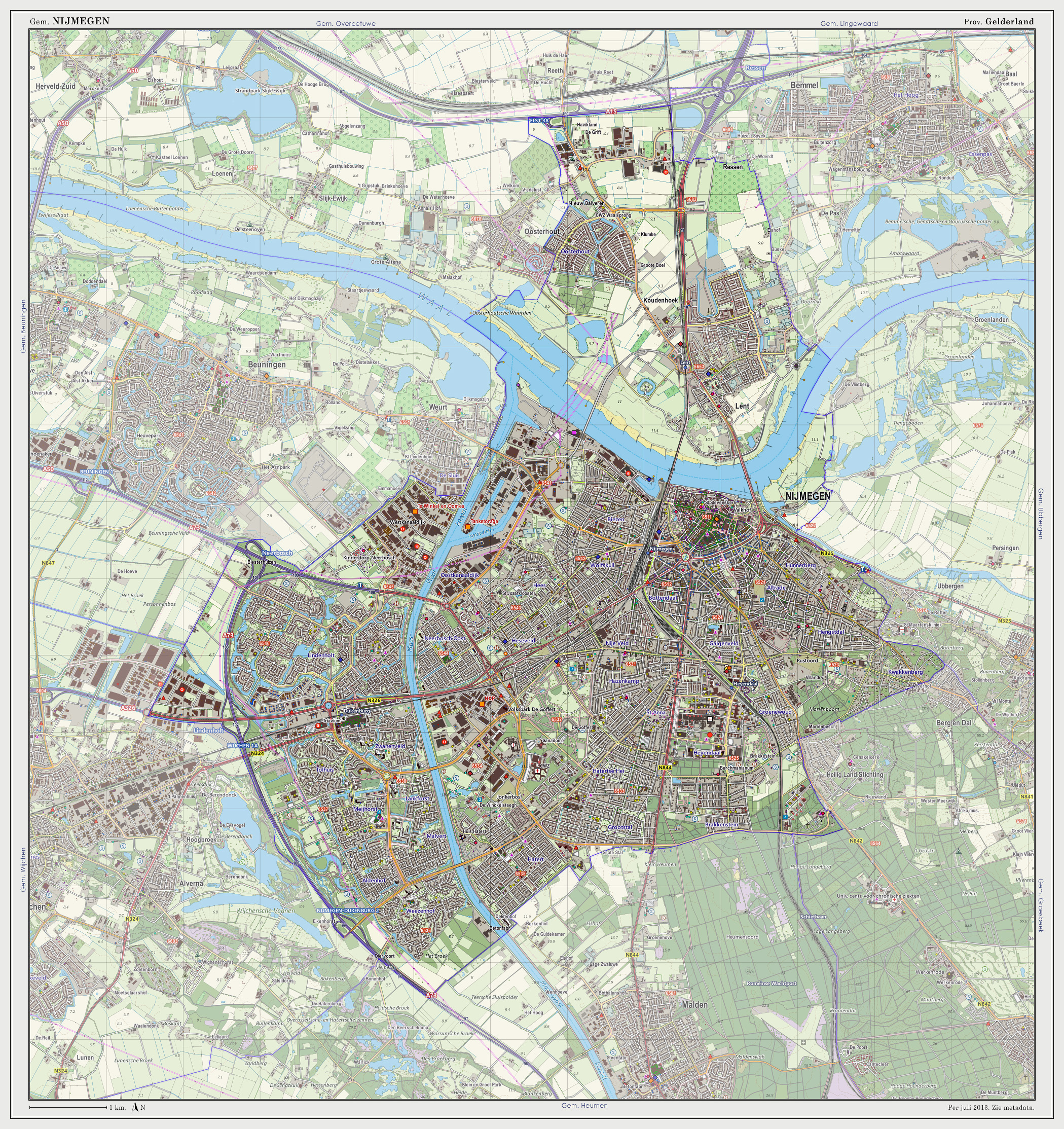
Topografische kaart van de gemeente Nijmegen (2013).

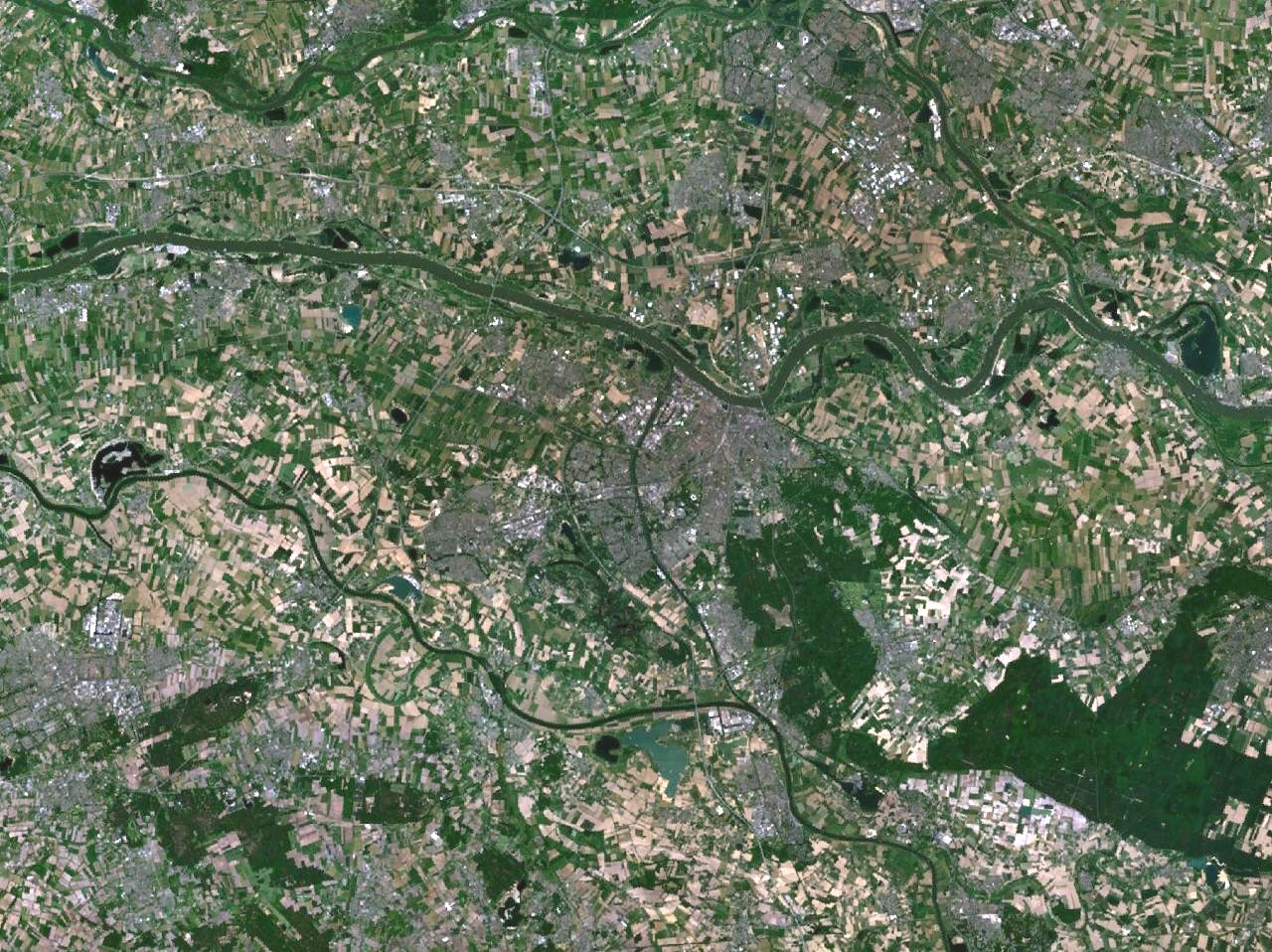
Satellietfoto van Nijmegen en omgeving.

Nijmegen ligt 15 km ten zuiden van Arnhem, waarmee het de Groene Metropoolregio Arnhem-Nijmegen vormt. Een groot deel van de stad wordt in het noorden begrensd door de Waal, die bij Pannerden aftakt als zijrivier van de Rijn. Een klein deel van de gemeente, de Waalsprong, ligt ten noorden van de Waal.
Nijmegen heeft een binnenhaven (opgedeeld in Noord- en Oostkanaalhaven) aan het Maas-Waalkanaal, dat bij het noordelijkste punt van de stad aftakt van de Waal.

## Prijzen
Nijmegen won onderstaande prijzen:
- 2005 - Schoonste Stad van Nederland
- 2008 - Meest gevarieerd winkelgebied van Nederland
- 2011 - Waterfront Center Award 2011
- 2016 - Fietshoofdstad van Nederland
- 2016 - European Green Capital Award 2018[51]

De gemeente reikt zelf ook meerdere prijzen uit. Nijmegen kent sinds 2009 in gradatie de gemeentelijke onderscheidingen van:
- het Ereburgerschap
- de Erepenning (draaginsigne Gouden Waalbrugspeld)
- de Traianuspenning
- de Zilveren Waalbrugspeld
- Het Nijmeegs Kinderlintje

Daarvoor werden ook de De Nijmeegse Bliksem, de Bronzen Erepenning en de Gouden Waalbrugspeld uitgereikt.
De gemeente reikt tevens de culturele Karel de Grote-prijs en Cultuur Stimuleringsprijs Stad Nijmegen (voorheen Alcuinusprijs) uit en is participant in de Vrede van Nijmegen Penning.

## Varia
- De naam Noviomagus (zie #Historische benamingen) lijkt in 1993 ook te zijn aangetroffen in de stad zelf (afgekort tot NOVIOM). Bij opgravingen naar het Tempelcomplex Maasplein stuitte men op een naar alle waarschijnlijkheid Romeinse zilveren ring. Het opschrift hiervan is vertaald als: "Aan Salus heeft Rusticus voor de schoenmakers uit Noviomagus, uit het genootschap van Esseravus, [deze ring] geschonken en gewijd".[53][54]
- Op 28 augustus 1979 vond er ter hoogte van de Muntweg een ernstig treinongeluk plaats, met 8 doden en 37 gewonden.

## Aangrenzende gemeenten
| Aangrenzende gemeenten | Aangrenzende gemeenten | Aangrenzende gemeenten | Aangrenzende gemeenten | Aangrenzende gemeenten |
| ---------------------- | ---------------------- | ---------------------- | ---------------------- | ---------------------- |
| Overbetuwe             |                        |                        |                        | Lingewaard             |
|                        |                        |                        |                        |                        |
| Beuningen              | Berg en Dal            |                        |                        |                        |
|                        |                        |                        |                        |                        |
| Wijchen                |                        | Heumen                 |                        |                        |